# قائمة المعالم الطبيعية في محافظة مازندران
المعالم الطبيعية في مازندران تتميز محافظة مازندران الخضراء في شمالي إيران بطبيعتها الساحرة ومعالمها السياحية التي أعطتها مكانة مميزة وفريدة لدى السياح المحليين والأجانب. وتقع مازندران بين سهول خضراء مطلة على بحر قزوين من جهة الشمال، ومناطق غابية وجبلية من جهة الجنوب والتي تضفي عليها قيمة سياحية وترفيهية فريدة بسبب ما تتمتع به من مناخٍ حار وبارد في آنٍ واحد باختلاف إمكانياتها خلال فصلي الربيع والصيف. تتميز محافظة مازندران بعدد كبير من المحميات الطبيعية ومعظمها على هيئة غابات أو بحيرات أو جزرٍ أو مراعٍ أو حدائق ومنتزهات عامة وهي عبارة عن بيئات طبيعية لبعض الفصائل من الأشجار والنباتات البرية وكذلك الحيوانات الفريدة التي يخشى انقراضها وتخضع جميع هذه المحميات لمراقبة شديدة من قبل سلطات منظمة حماية البيئة وتوجد الكثير من الينابيع المعدنية في محافظة مازندران تُستَخدَم للمعالجة من الأمراض المختلفة. ومن المناطق السياحية في مازندران هي ابرود. أما غابة النور فهي من المناطق السياحية الكبرى لإقليم مازندران وتتمتع بطبيعة رائعة واشجار نادرة حيث تستقبل سنوياً أعداداً هائلة من الزائرين. وتشتهر بصناعة البسط  وزراعة الأرز والتين إلى جانب الصناعات الخشبية وصيد الأسماك والكعك والحلويات الشعبية وأنواع المربى التي يتم تصديرها للخارج والأعشاب الجبلية.

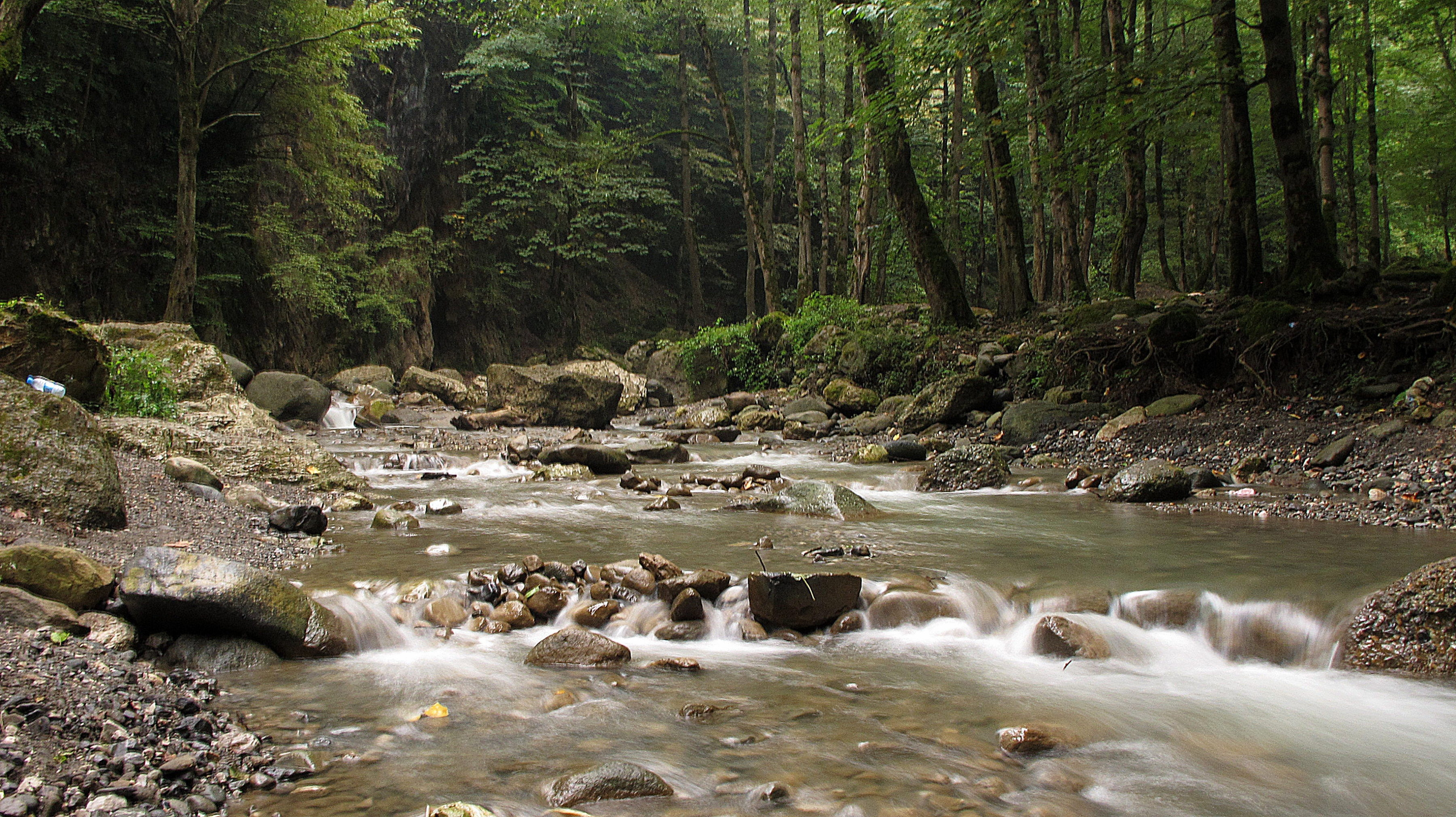
الغابات في رامسر

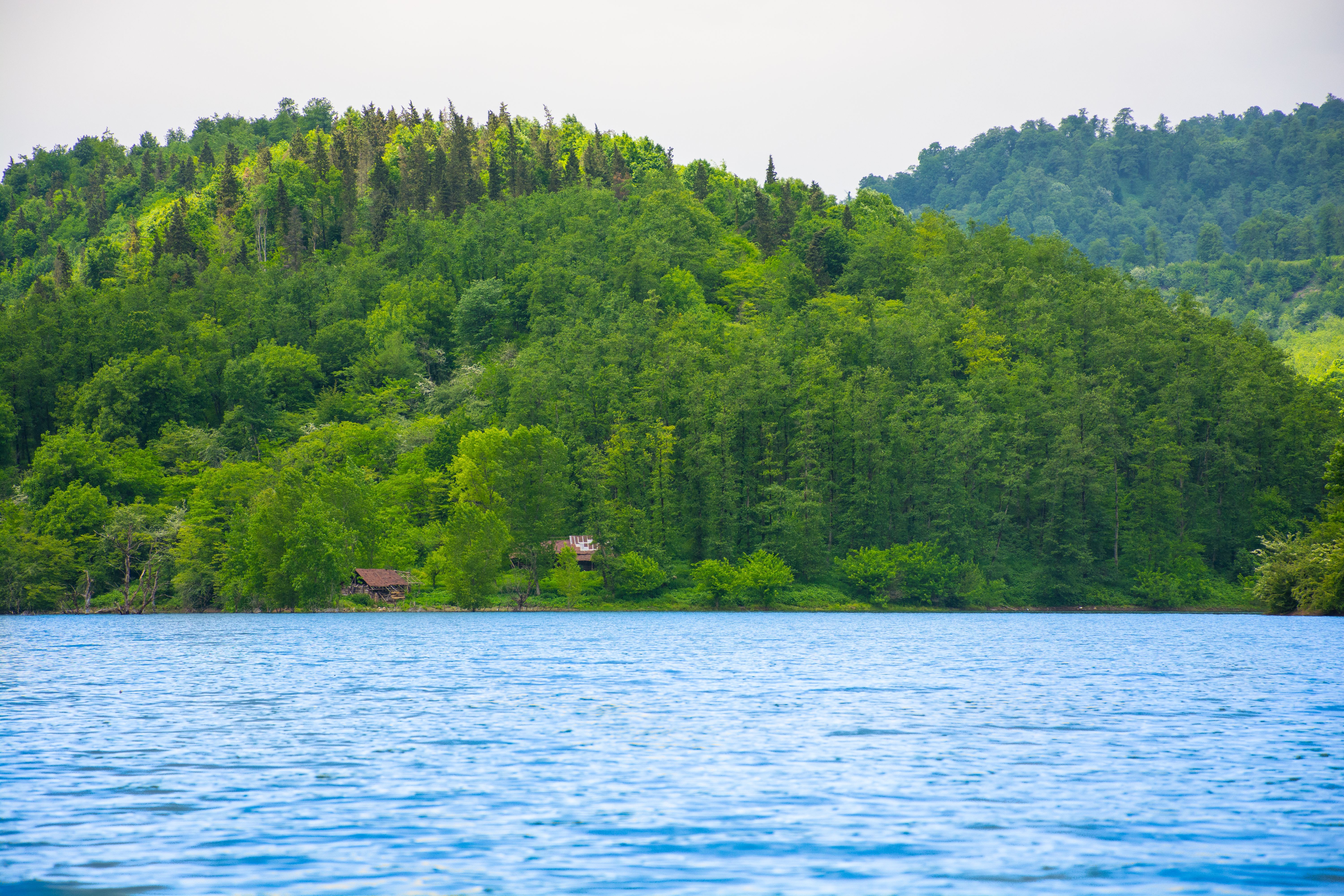
بحيرة سد ألبرز، او كما يسمى سد لفور

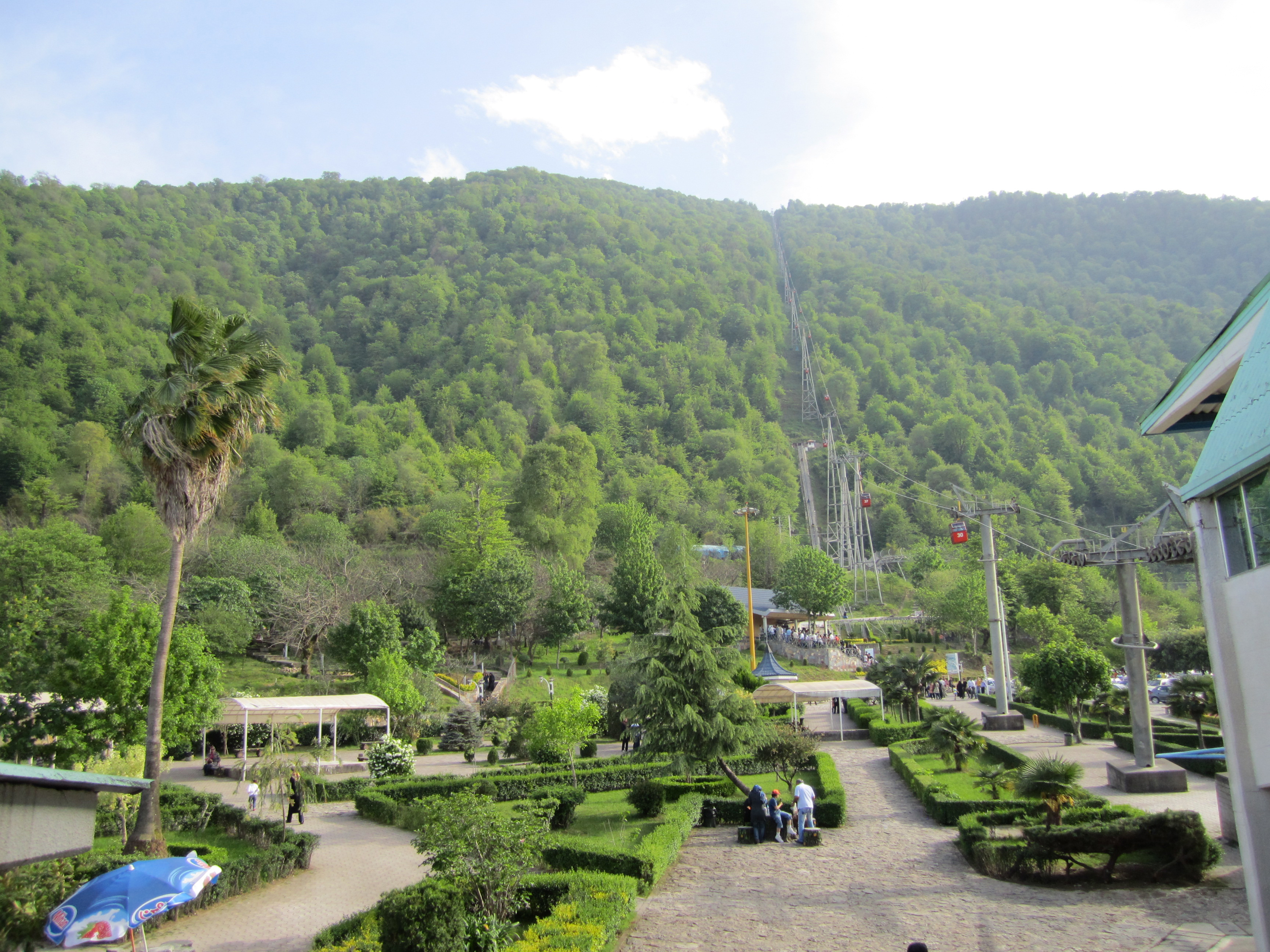
مدينة نمك آبرود في مازندران من إحدى عربات التلفريك

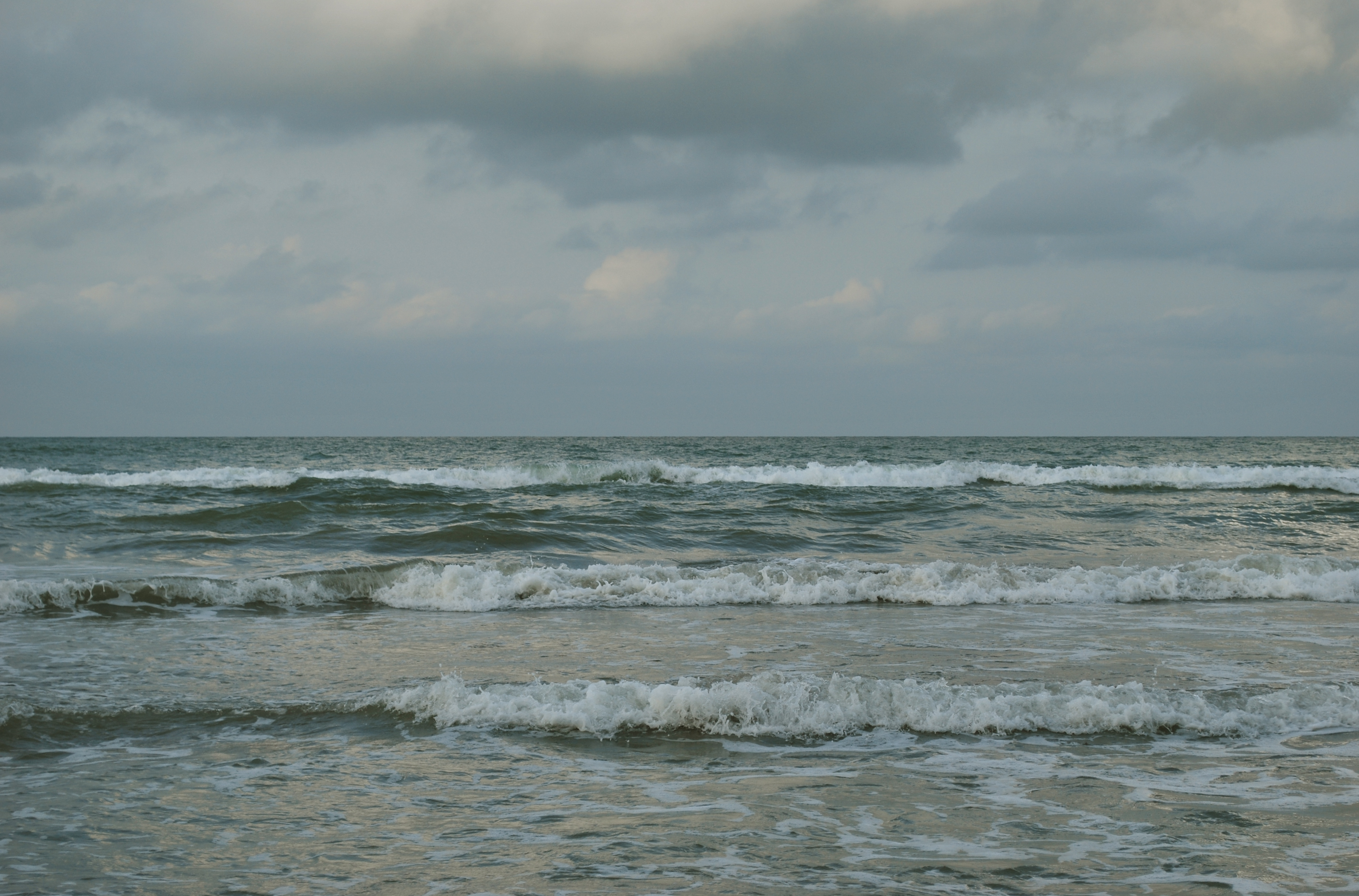
بحر مازندران

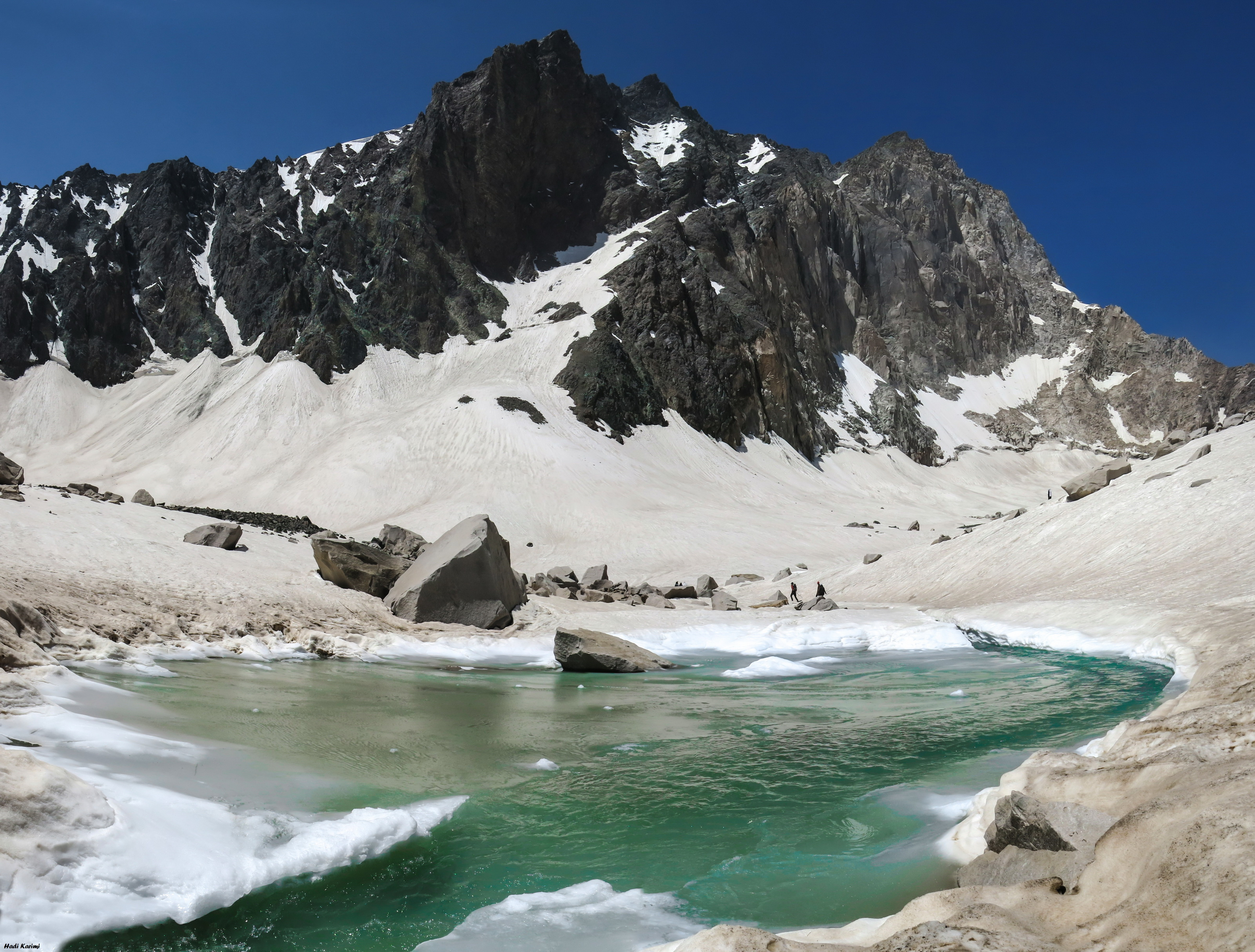
بحيرة جليدية في جبل علم كوه

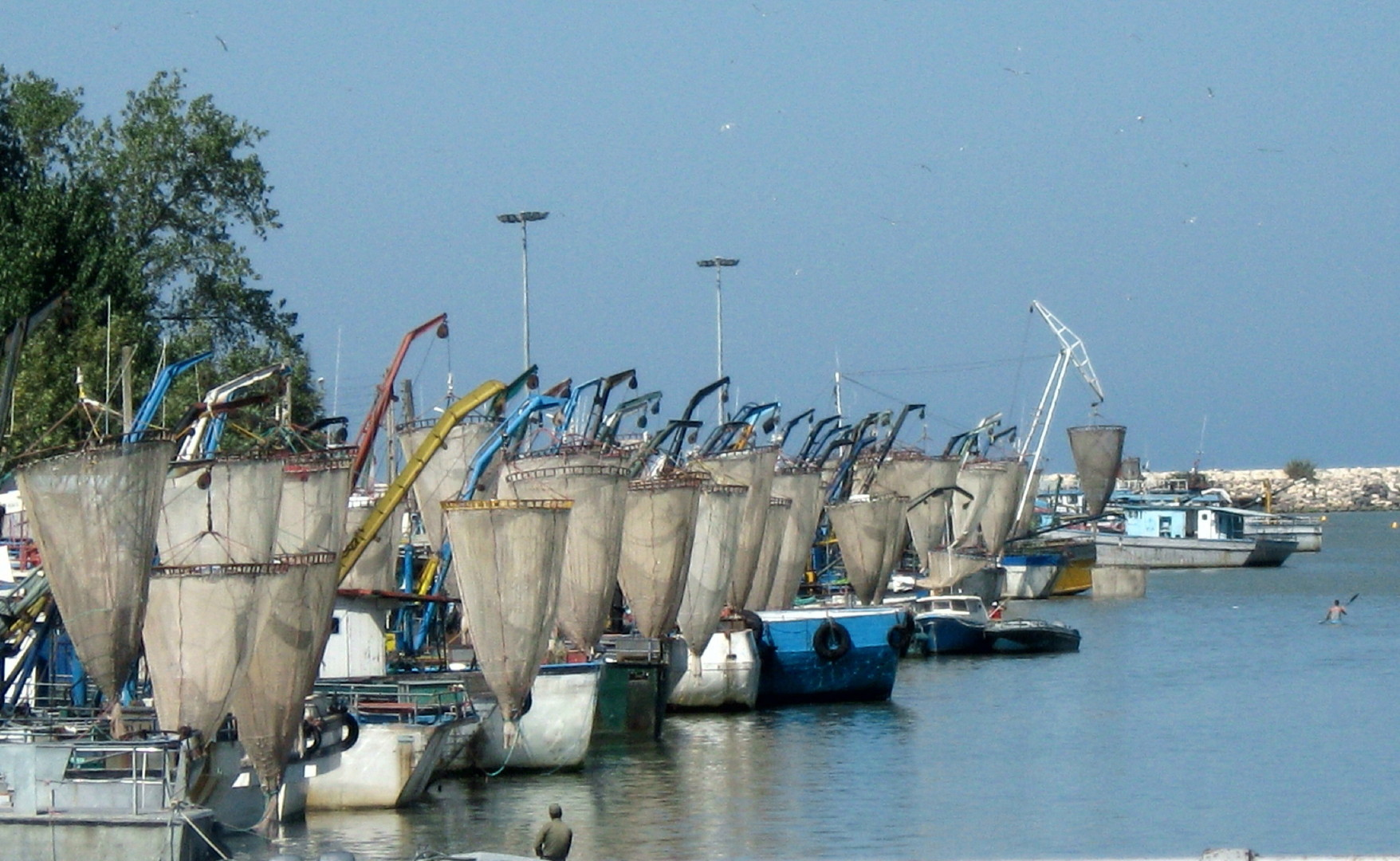
بابلسر في مازندران

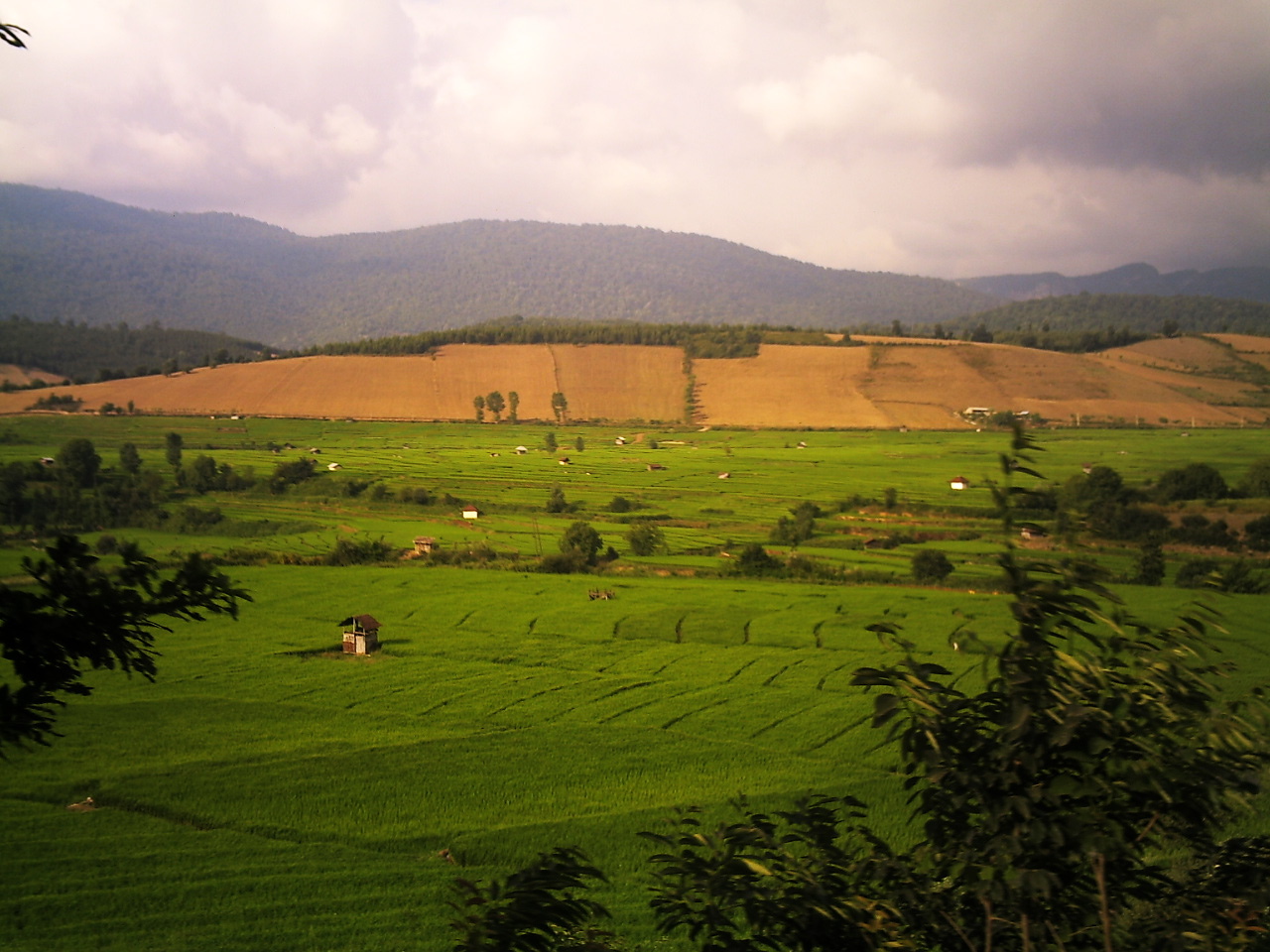
الطبيعة في مازندران

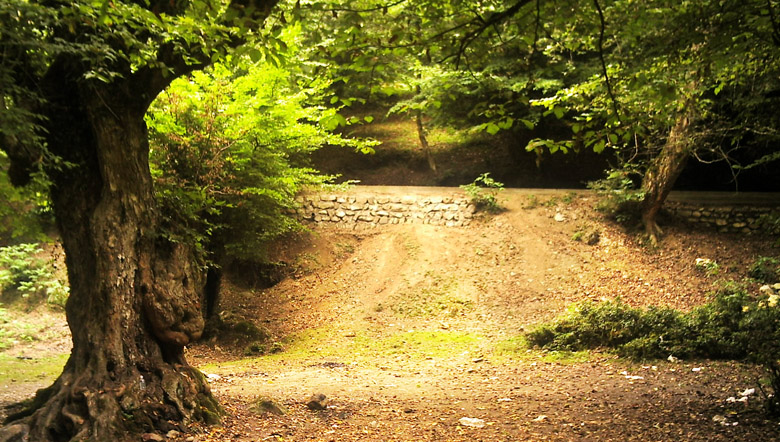
إحدى الغابات في ساري

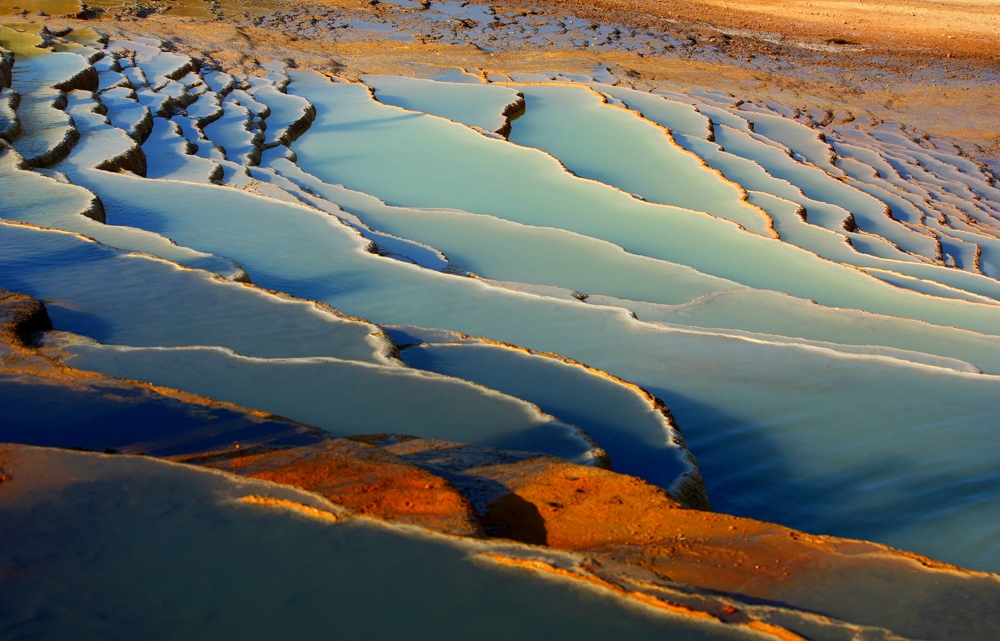
ينابيع باداب سورت المعدنية في مازندران

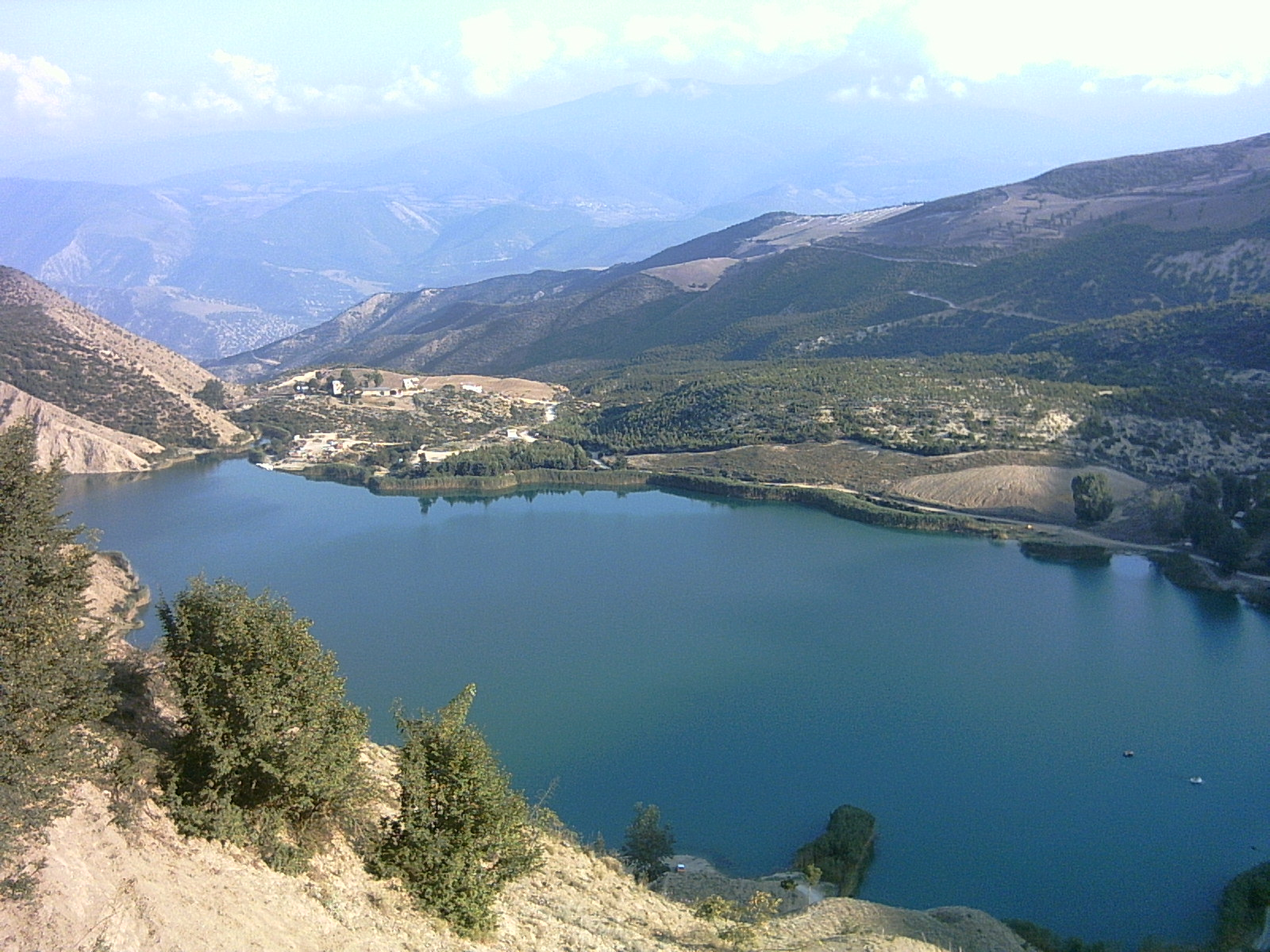
بحيرة ولشت في كلاردشت بمازندران

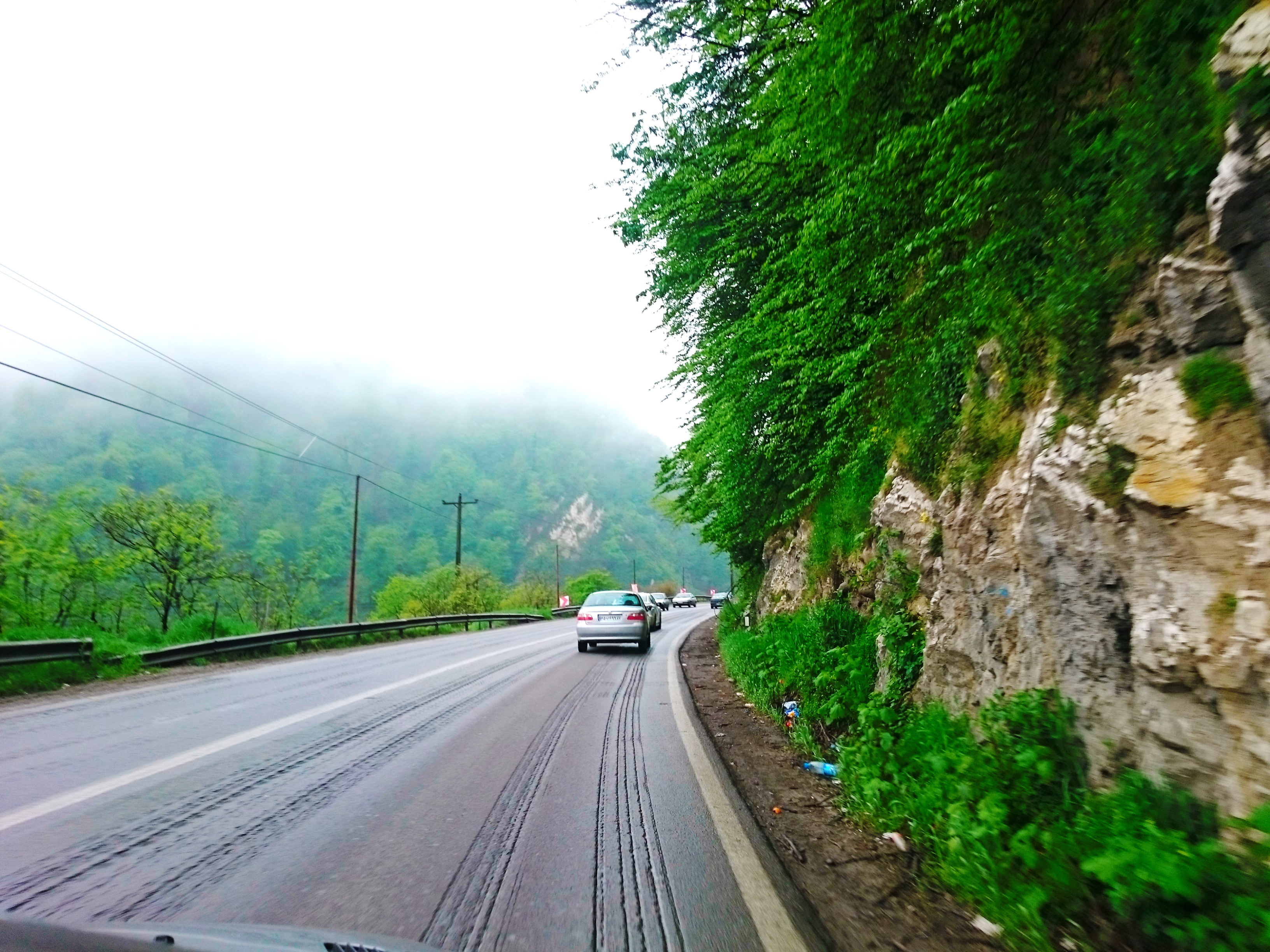
هراز آمل

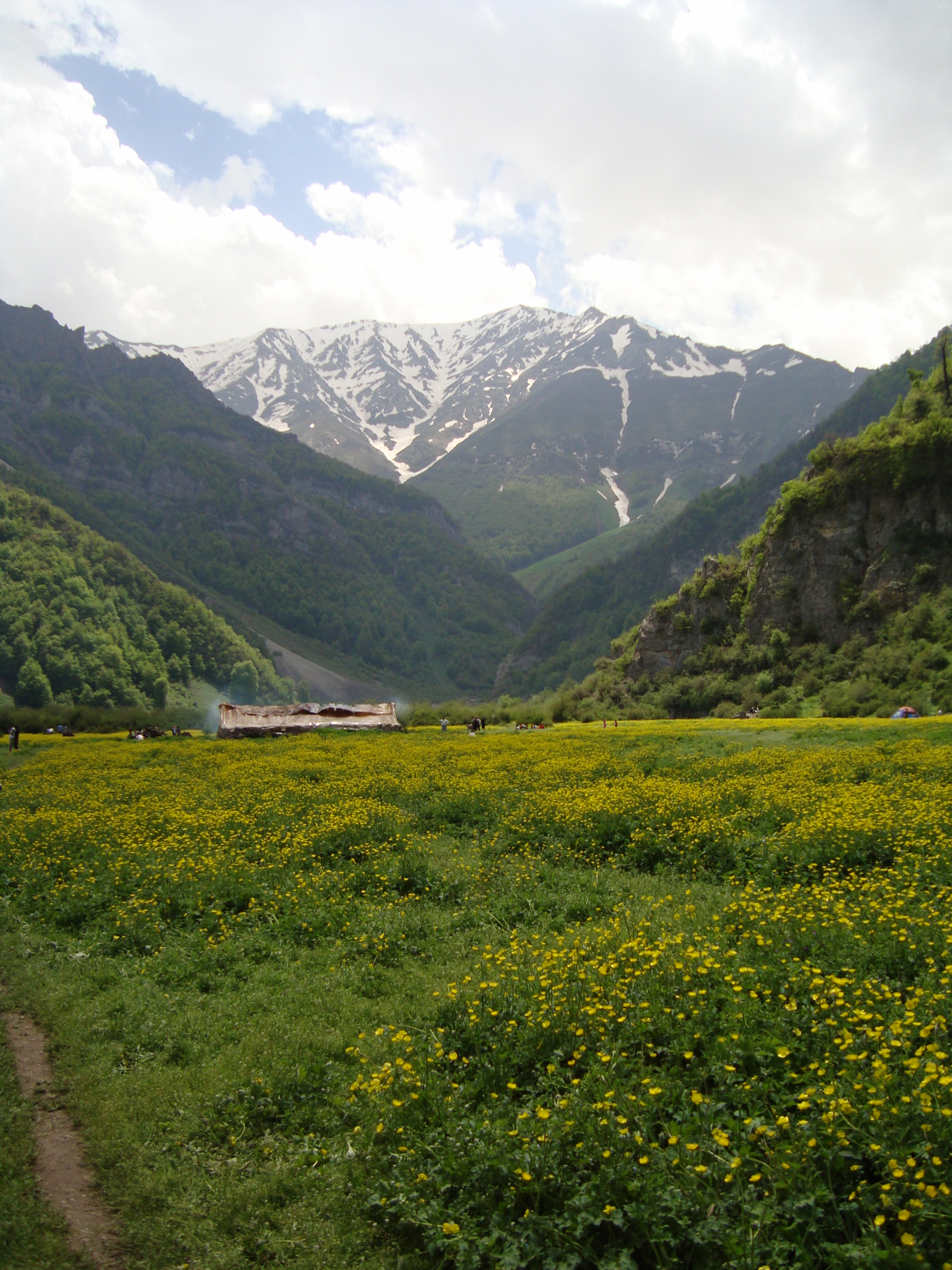
السهول في درياسر في مازندران

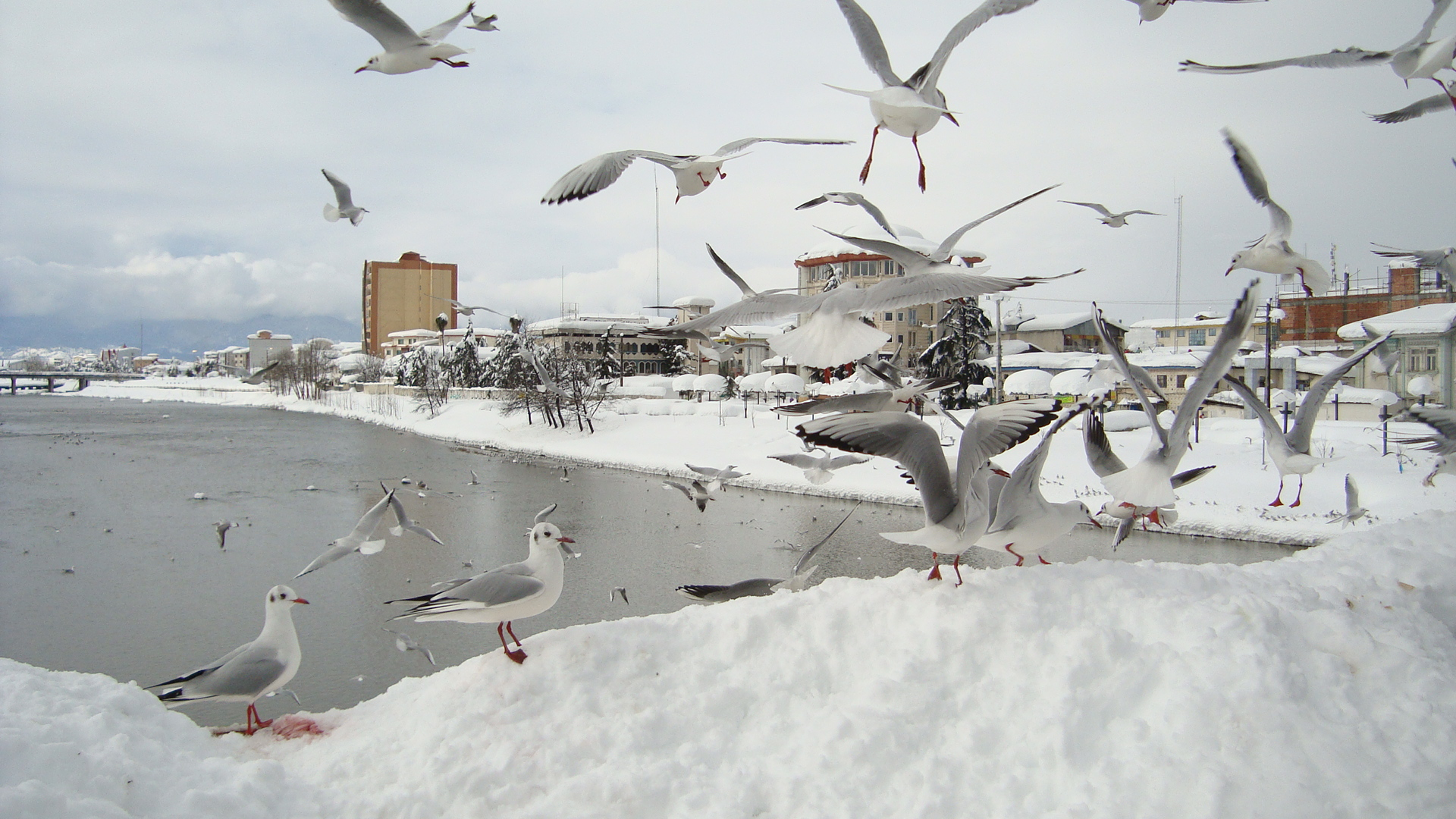
الثلوج في مازندران

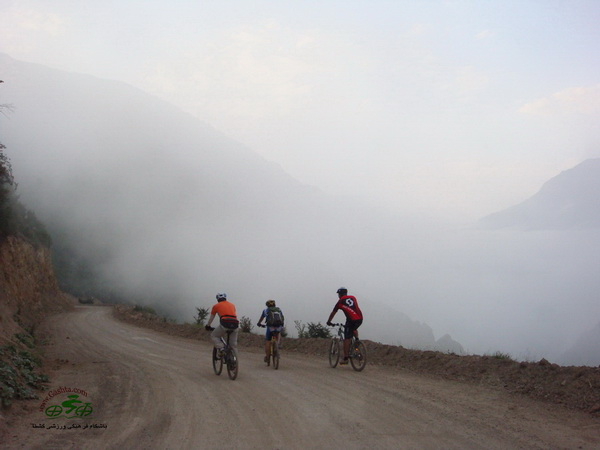

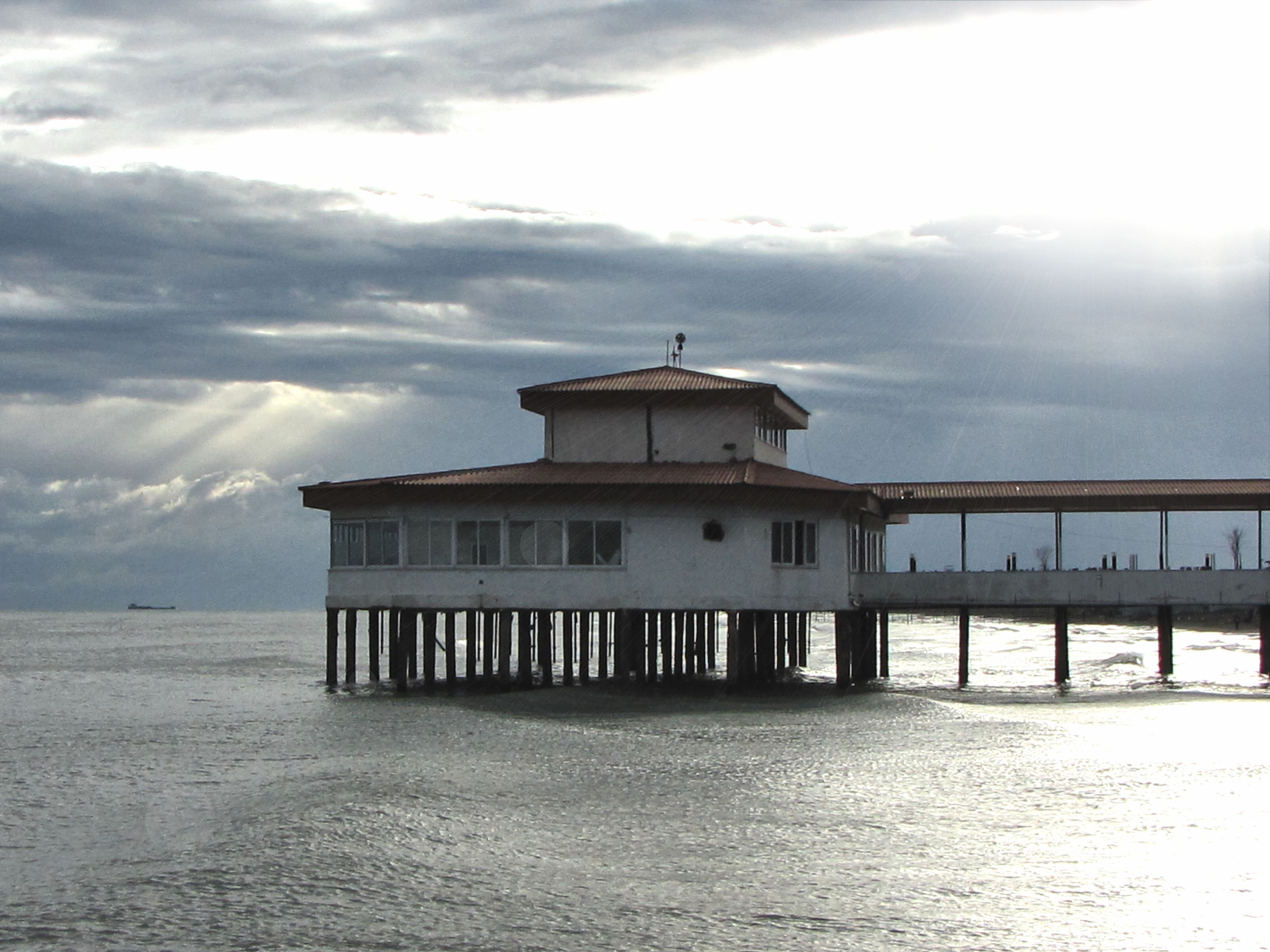

## أهم المعالم الطبيعية في مازندران
تُعَد مازندران جنة الطبيعة والسياحة في إيران بسبب وجود معالم طبيعية لا تُعَد ولا تحصى مثل الغابات والبحيرات وينابيع المياه المعدنية إضافةً إلى سهول واسعة ومجموعات كبيرة ومتنوعة من المزارع وبساتين الفواكه والحمضيات وحقول الشاي والأرز وشواطئها الجميلة وفنادقها الفخمة، الجديدة منها والقديمة. وهذه أهم المعالم الطبيعية الجاذبة للسياح في المدينة:
- جبل دماوند:

من أشهر جبال إيران ومن أروع وأجمل المعالم الطبيعية في شمال إيران بمحافظة مازندران وبالقرب من عاصمة إيران مدينةطهران، جبل دماوند البالغ ارتفاعه إلى أكثر من 5610 حيث يُعتبَر أعلى قمة ليس فقط بين قمم جبال البرز الشامخة في إيران بل بين جميع القمم المتوفرة في الشرق الأوسط وهذه تجعله حلماً جميلاً وفخراً كبيرا لأي متسلق للجبال في موسم التسلق أي من يونيو إلى سسبتمبر كما تجعل الثلوج ترافقه ولا تفارقه أبداً كحلة بيضاء تزيد من جماله وروعته بحيث تتمكنون من رؤيته من بعيد خلال يوم تكون السماء صافية.
هناك المعالم الطبيعية الفريدة في نوعها في جبل دماوند وهذه تمنحه مكانة سياحية متميزة وتبدّله إلى محطة مثالية للسياح من أرجاء العالم منها سفوح مخضرة وعيون وأنهار جارية مثل نهر تلخ رود أو ينابيع المياه الساخنة والمعدنية العلاجية مثل نبع لاريجان على ضفة نهر هراز في جنوب الجبل فضلاً عن وجود الثلاجات الطبيعية ذات مناظر لطيفة وأيضاً شلال يخي أي (الثلجي) من أروع شلالات إيران للمزيد من المتعة والأوقات المفعمة بالهدوء وفي القرب من قمة دماوند يمكن زيارة سهل وبحيرة لار التي تُعتبَر من معالم مازندران الطبيعية الموصى بها أو سهل شقائق النعمان من أجمل سهول إيران خلال فصلي الربيع والصيف.
غابة سي سنکان

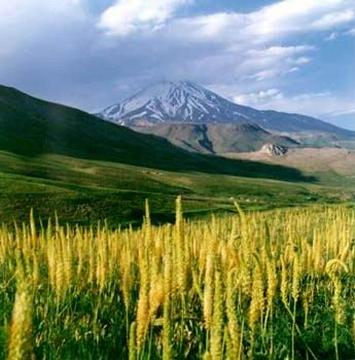
سفح جبل دماوند

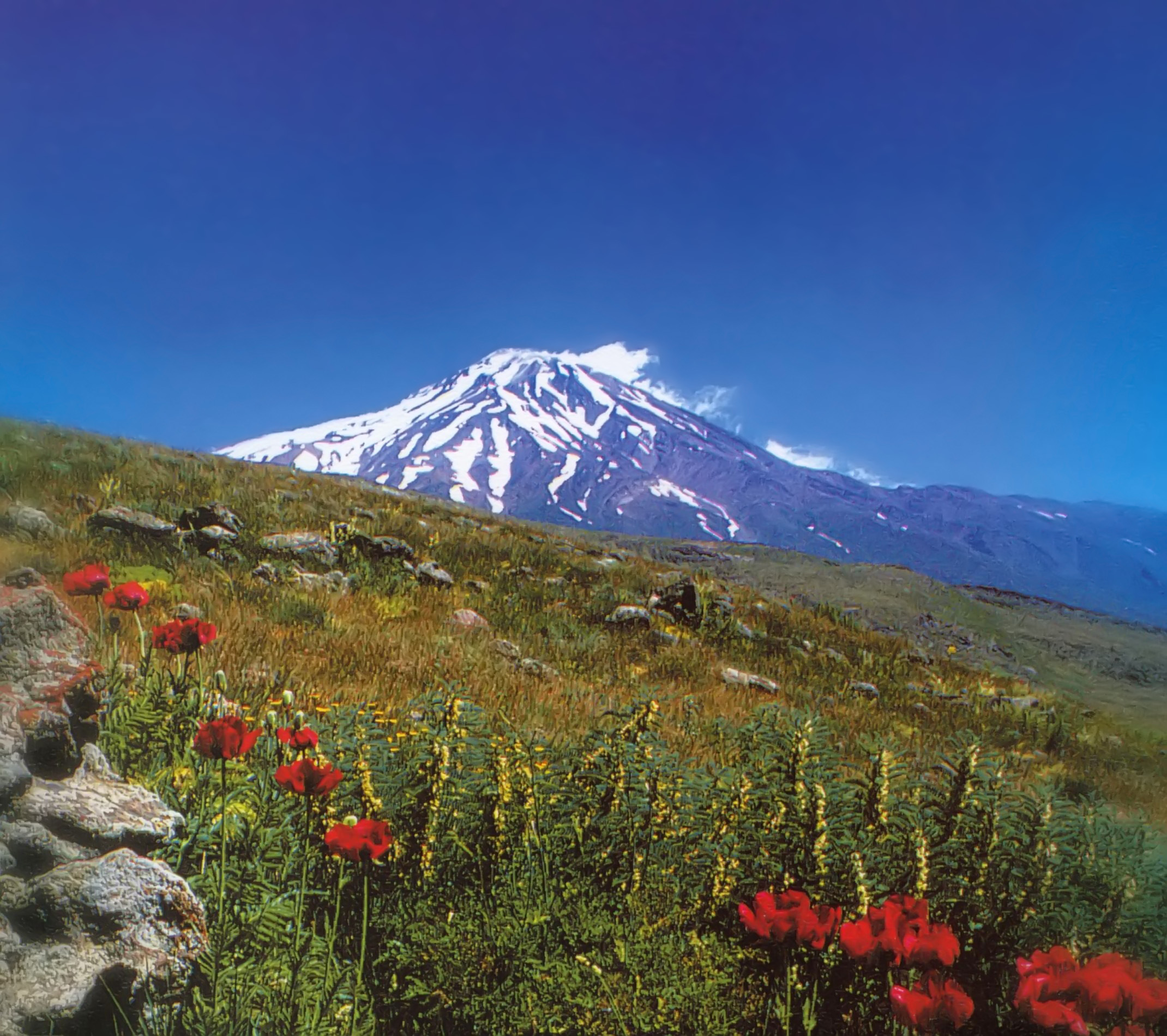
جبل دماوند

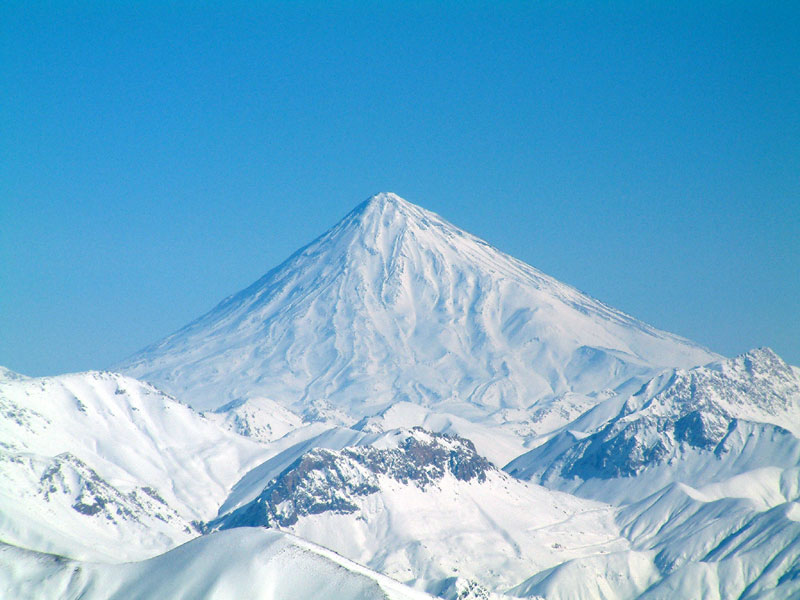
دماوند في الشتاء

هذه الغابة تشبه غابة نور من حيث الخدمات المتوفرة بها، ويوجد بها اشجار الصفصاف بوفرة. کما انها قريبة من بجر قزوين لذلك فهي تشهد زحاماً شديداً من قبل السياح والمسافرين وأهالي المنطقة.
غابة جالوس
هذه الغابة تقع على مسافة 7 کم من مدينة جالوس باتجاه طهران. کما ان نهر جالوس يمر بجوارها. وقد تم إنشاء معسکر للتخييم في الغابة تتوفر فيها کافة الوسائل اللازمة لاقامة ومبيت المسافرين والسياح.
غابة وحديقة نمك آبرود:
تبلغ مساحة هذه الغابة اکثر من 200 هکتار وتحتوي على اأشجار برية کثيفة ومتنوعة مثل الصفصاف والبلوط والتوسکا والافرا، ويبلغ عمر بعض أشجار الصفاف أکثر من 700 سنة. ان طبيعة غابة نمك آبرود تُعتبَر عذراء وبکر، وقد تم المحافظة على هذه الطبيعة لکي لاتتعرض إلى عمليات التحديث.
- هضبة كلار:

تقع هذه الهضبة الأثرية التابعة لكلاردشت في ضواحي هذه المدينة. وهي من الجاذبيات السياحية والمعالم الأثرية لكلاردشت. لعبت هذه الهضبة التاريخية دوراً أساسياً في الكشف عما يجول في أذهان علماء الآثار من تساؤلات وغموض فيما يخص المنطقة الجنوبية لسواحل بحر قزوين، مما جعلهم يسمونها «جنة المنقبين عن الآثار».
- بحر مازندران:

ان بحر قزوين يلعب دوراً رئيسياً في مناخ السواحل الإيرانية الشمالية، ويضفي جمالاً نادراً على مدن کيلان ومازندران وکرکان. ان عرض الساحل الإيراني على بحر قزوين والممتد من مدينة آستارا وحتى مدينة کميشان ومصب نهر اترك، يتراوح بين 3 و 30 کيلومتراً. ويتميز بحر قزوين بلونه الارزق الغامق وهدوءه، اما المنظر الجنوبي للمحافظة فعبارة عن غابات کثيفة على سفوح جبال البرز. وتبرز قمم الجبال المغطاة بالثلوج من وراء اشجار الحمضيات ومزارع الرز. وتتميز السواحل بجمالها وشواطئها الرملية الرائعة والتي قلما يوجد لها مثيل في العالم.
- ساحل رامسر:

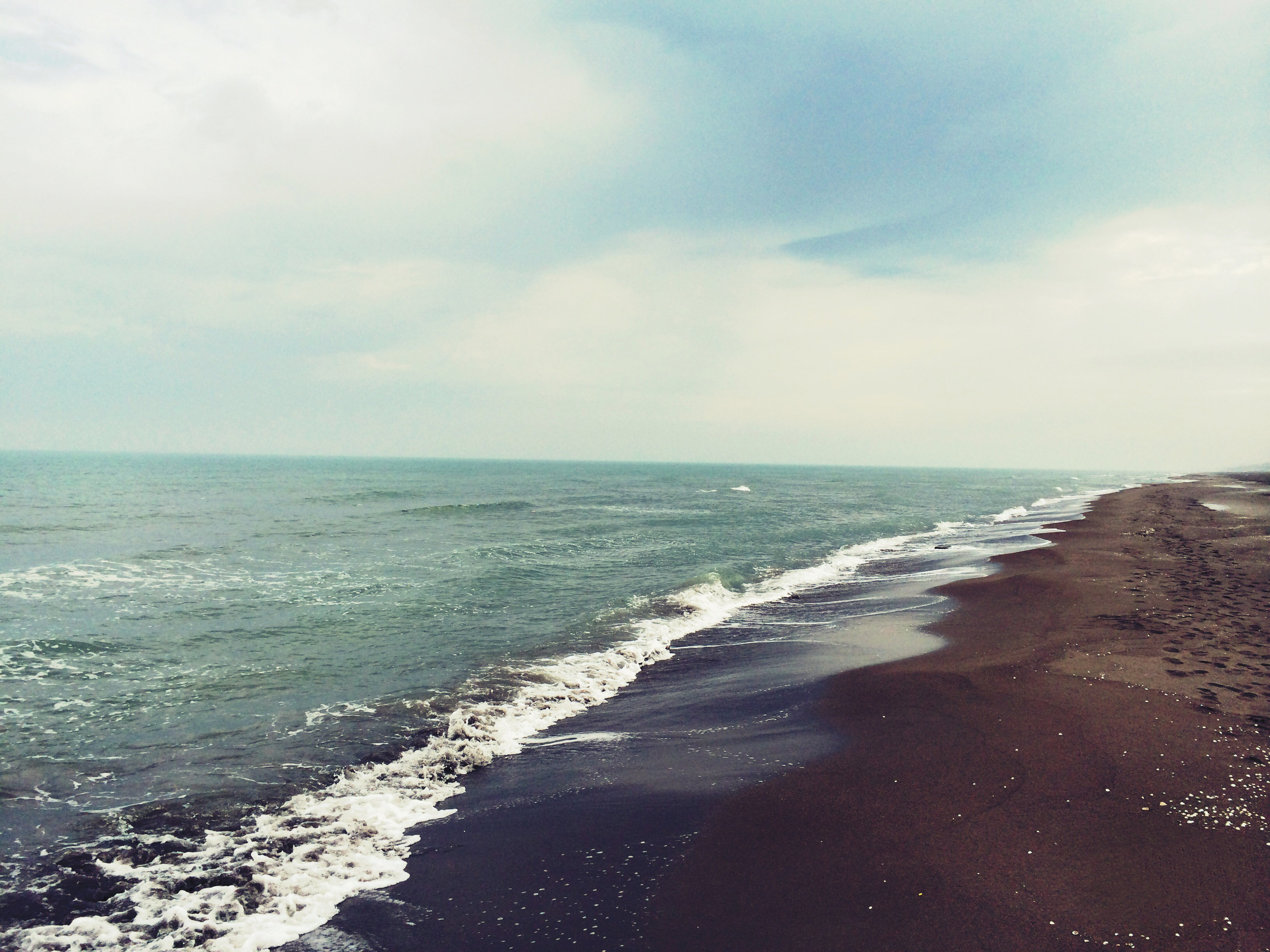
شاطىء بحر قزوين في خرمشهر

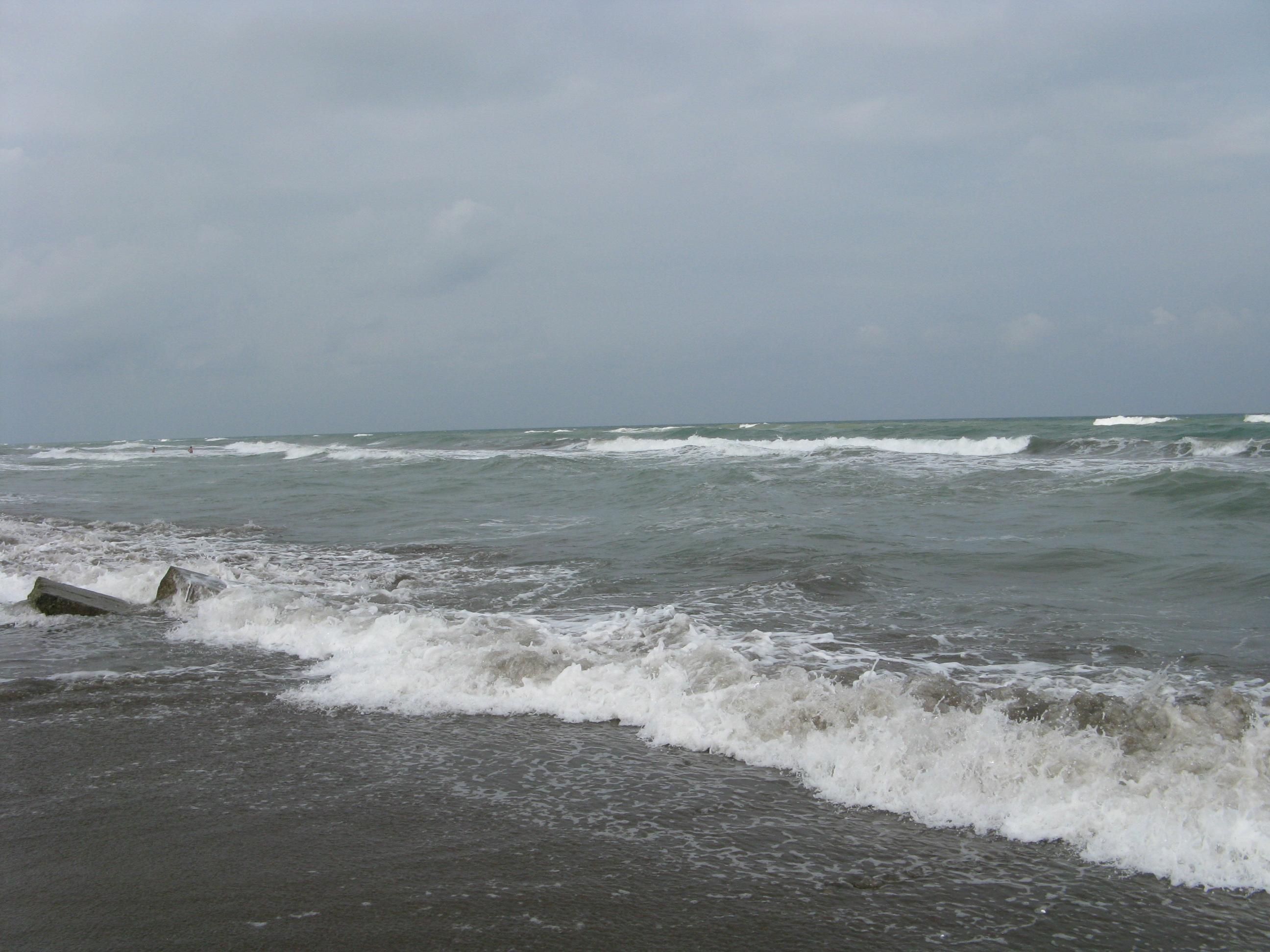
ساحل بحر قزوين في نوشهر

هذه المنطقة عبارة عن شريط ساحلي ضيق يبلغ طوله 120 کم ومساحته 2500 کيلومتر مربع. وهي إحدى أجمل السواحل التي تقع على بحر قزوين نظراً لقربها من الغابات الجبلية وانبساط ارضها. ويتراوح عرض هذا الشريط بين 3 کيلومترات في منطقة رامسر ليصل إلى 30 کم في مدينة تنکابن وبين 5 و 10 کيلومترات في مدينتي نوشهر وجالوس. وتشهد المنطقة زحاماً شديداً خاصةً في العطلات وفصل الصيف نظراً لقربها عن طهران، لذلك تتوفر کافة الخدمات اللازمة من فنادق ووسائل الترفيه والتسلية. وتتميز مدينة رامسر بوجود عدد من ينابيع المياه المعدنية هي سلسلة من الينابيع التي تحتوي على الکبريت والبيکربونات. ومن بينها ينابيع جواهرده، کتالم، سادات محله.
- ينابيع المياه المعدنية:

يبلغ عدد الينابيع في مازندران إلى مئات أغلبها موجودة في أقضية رامسر وتنکابن وجالوس ونوشهر و

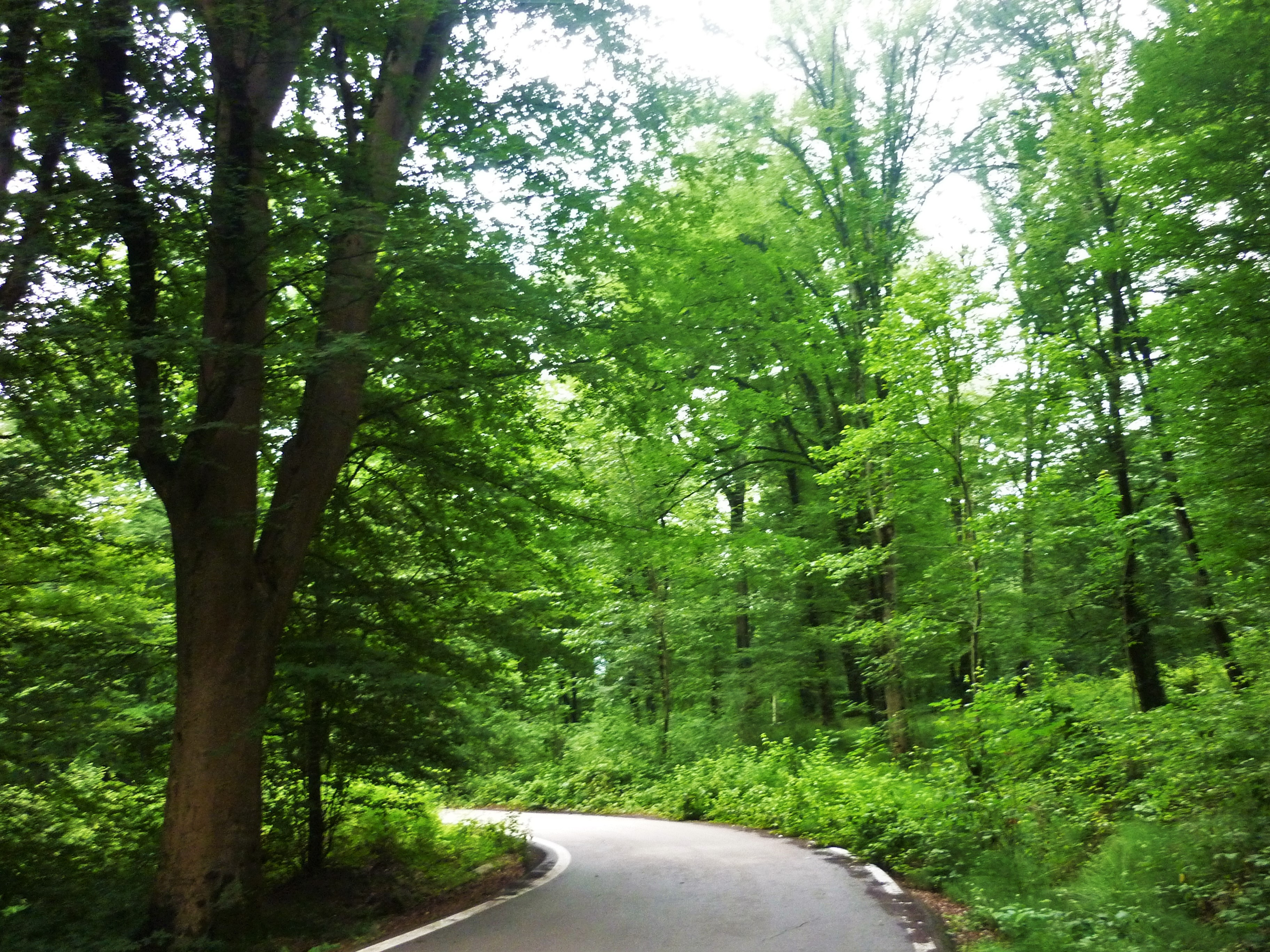
آمل غابات

آمل وبابُل وساري وبهشهر. والينابيع المذکورة أعلاه، تقع على السفوح المرکزية لسلسلة جبال البرز والبرکان الخامد دماوند. وهي ينابيع ساخنة ونتيجة للنشاط  البرکاني لسلسلة جبال البرز في باطن الأرض. لذلك فإن هذه الينابيع تتمتع بمواصفات خاصة مفيدة لمعالجة بعض الأمراض الروماتيزمية والجلدية. توجد العديد من الينابيع المعدنية في محافظة مازندران، بعضها يُستَخدَم لتأمين مياه الأراضي الزراعية لوفرة المياه فيها، والبعض الآخر يُستَخدَم للمعالجة من الأمراض المختلفة. ان اکثر المناطق التي تحتوي على الينابيع هي: (جنب رودبار) و(اشکورات) و(دوهزار) و (سه هزار) و(کلاردشت) و (بلدة) و (کجور) و(لار) و(لاريجان) و(کلوکاه) و(آلادشت) و(سواد کوه) و(کياسر) وغابات (نکا) وبهشهر. اما أشهر هذه العيون المعدنية فهي ينابيع باداب سورت:
 هي عبارة عن مجموعة من عيون المياه المعدنية شمال إيران، والتي تُعتبَر ثاني أكبر ينبوع ماء مالح في العالم بعد ينبوع باموك كاله في تركيا، وتُعتبَر هذه الينابيع عبارة عن طبقات من المياه المالحة التي كَوَّنت ترسبات من الملح والحديد والمعادن على سفوح الجبل عبر آلاف السنين. تنبع هذه الينابيع على شكل قطرات من صخور بلورية متدرجة على شكل طبقات مسطحة تتدرج نحو الأعلى،  وعند السير عليها نحو الأعلى تكون هذه العيون برتقالية اللون لكن حين الاستدارة نحو الخلف نجد ان الأرض والمياه التي تقع في الأسفل لونها يتراوح بين الأخضر والأزرق ان هذا الأختلاف في الألوان يعود إلى اختلاف حموضة الماء وانخفاض ملوحته تدريجياً حتى يصل إلى طعمه المتعادل. هذه الينابيع هي ثاني أثر طبيعي في إيران بعد جبل دماوند تم تسجيلها ضمن قائمة آثار التراث الطبيعي الوطني الإيراني عام 1998م. يبلغ ارتفاع هذه الينابيع 1841 متراً عن سطح البحر.
▪ان مجموعة باداب سورت تتكون من جزئين أو (مكانين) رئيسيين هما عين الماء المالحة والحامضة وبالإضافة إلى ذلك  لاتقتصر هذه المجموعة الطبيعية على هذين المكانين بل يوجد مكان آخر باسم باداب سورت الصغير، والذي يشتهر بشورسر.
- بحيرة ولشت:

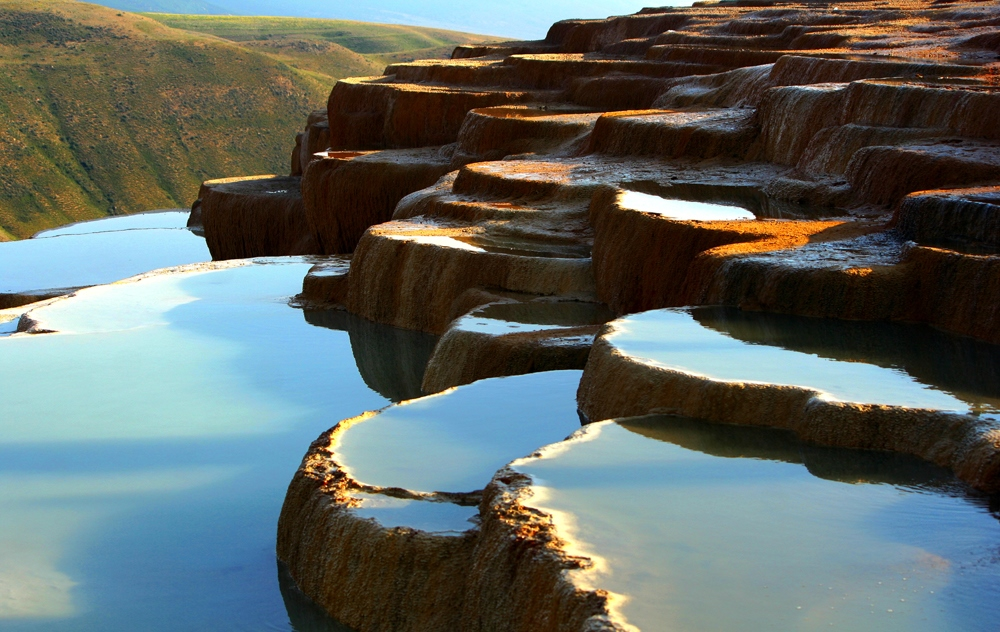
ينابيع باداب سورت، ثاني أكبر ينبوع ماء مالح في العالم

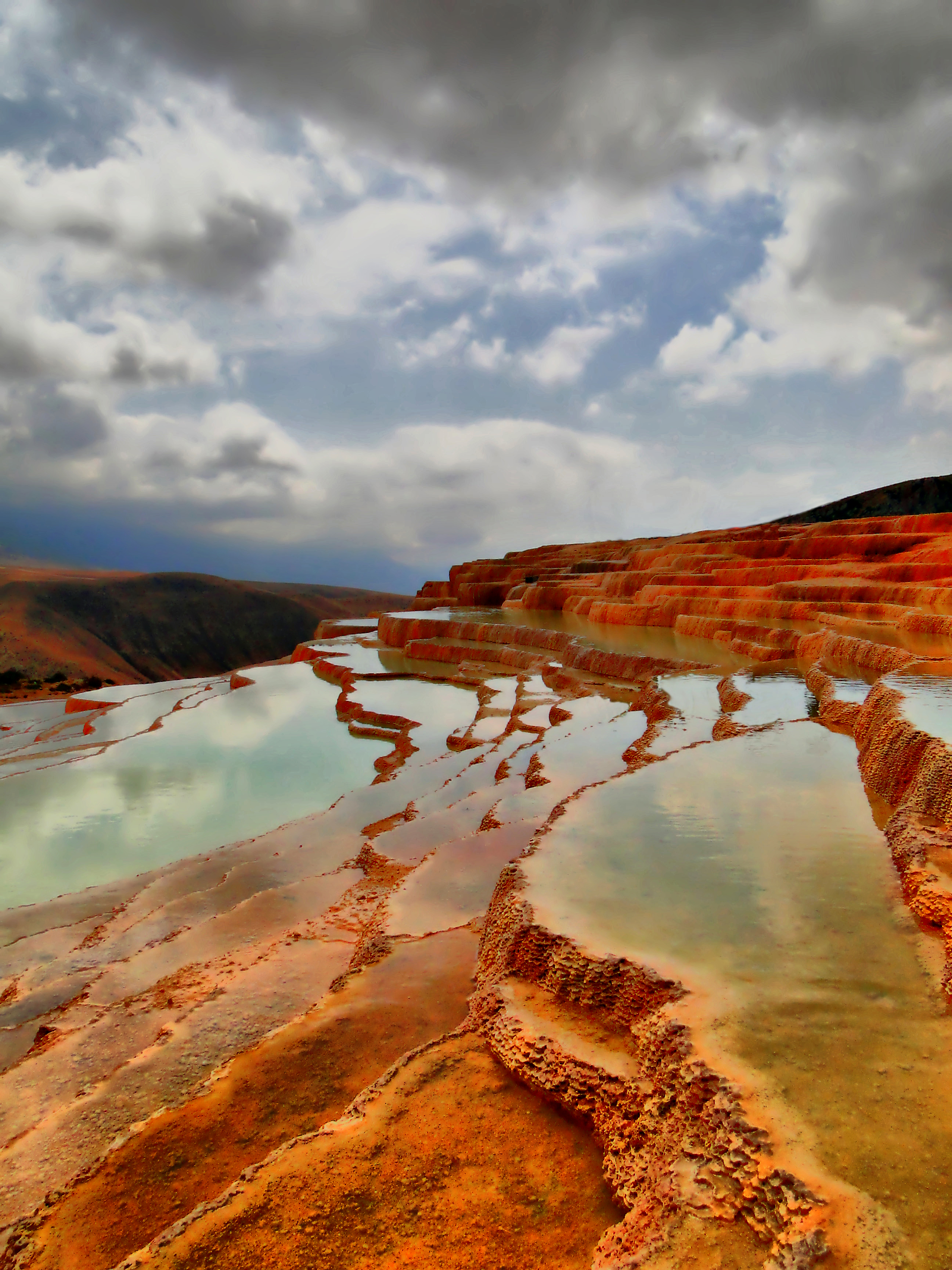

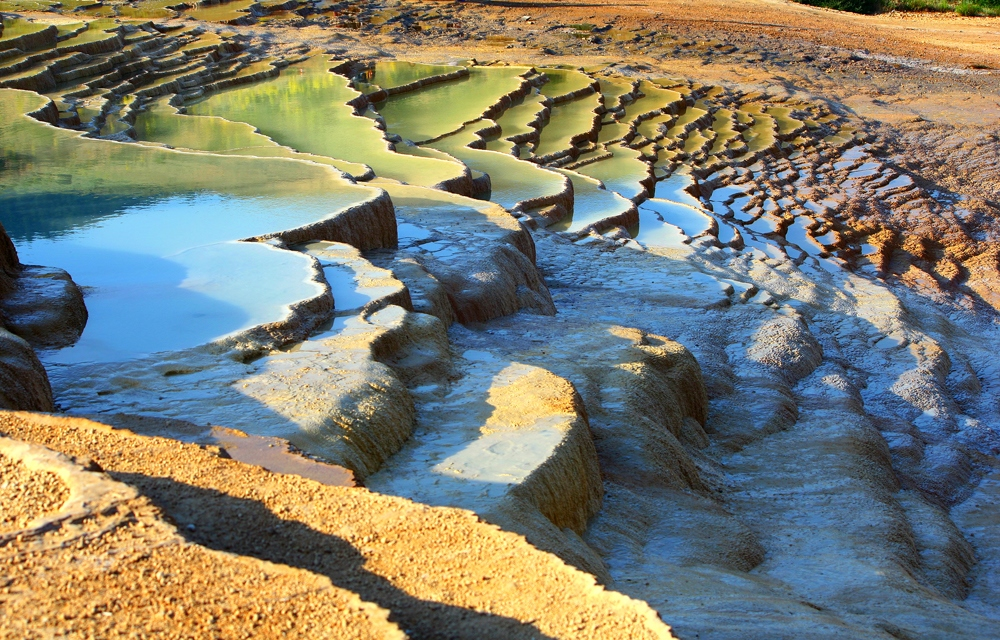
باداب سورت ثاني أكبر ينبوع ماء مالح في العالم

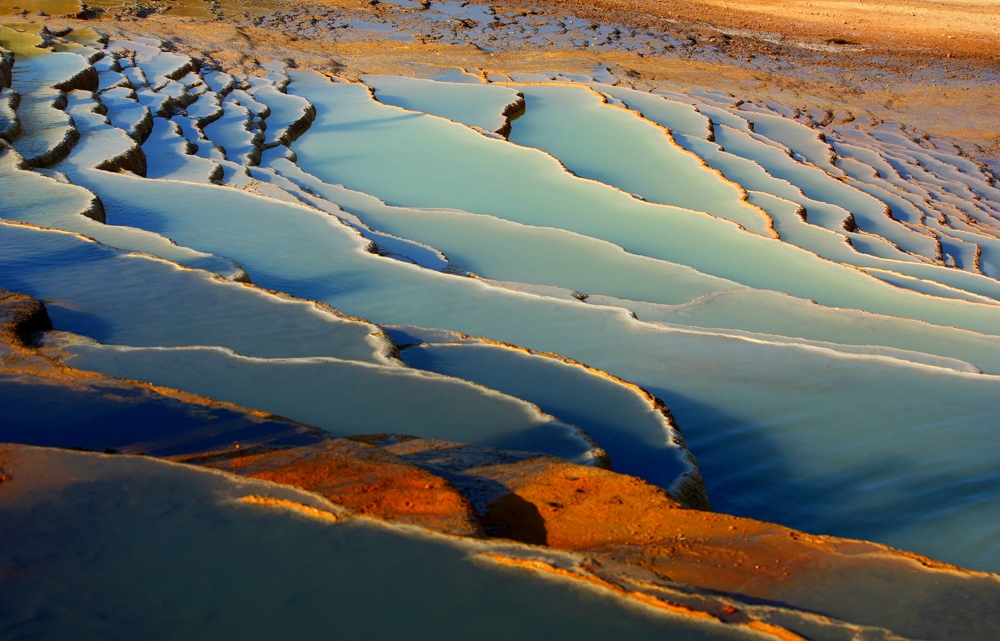
ينابيع باداب سورت المعدنية

هي من أهم البحيرات الطبيعية ذات المياه العذبة في إيران والتي تتدفق مياهها من العيون الجوفية، حيث تُعَد واحدة من عشر بحيرات ماء عذب في البلاد. تبلغ مساحة هذه البحيرة 150 ألف متر مربع وبعمق 20 متر، ويُقَّدَر منسوب المياه فيها حوالي ثلاثة ملايين متر مكعب. تقع هذه البحيرة في عمق التلال الشرقية لمدينة كلاردشت بالقرب من قرية سما. ولعذوبة مياهها تُعتبَر البحيرة مكاناً ملائماً للطيور المهاجرة وكذلك الأسماك وسائر المائيات.

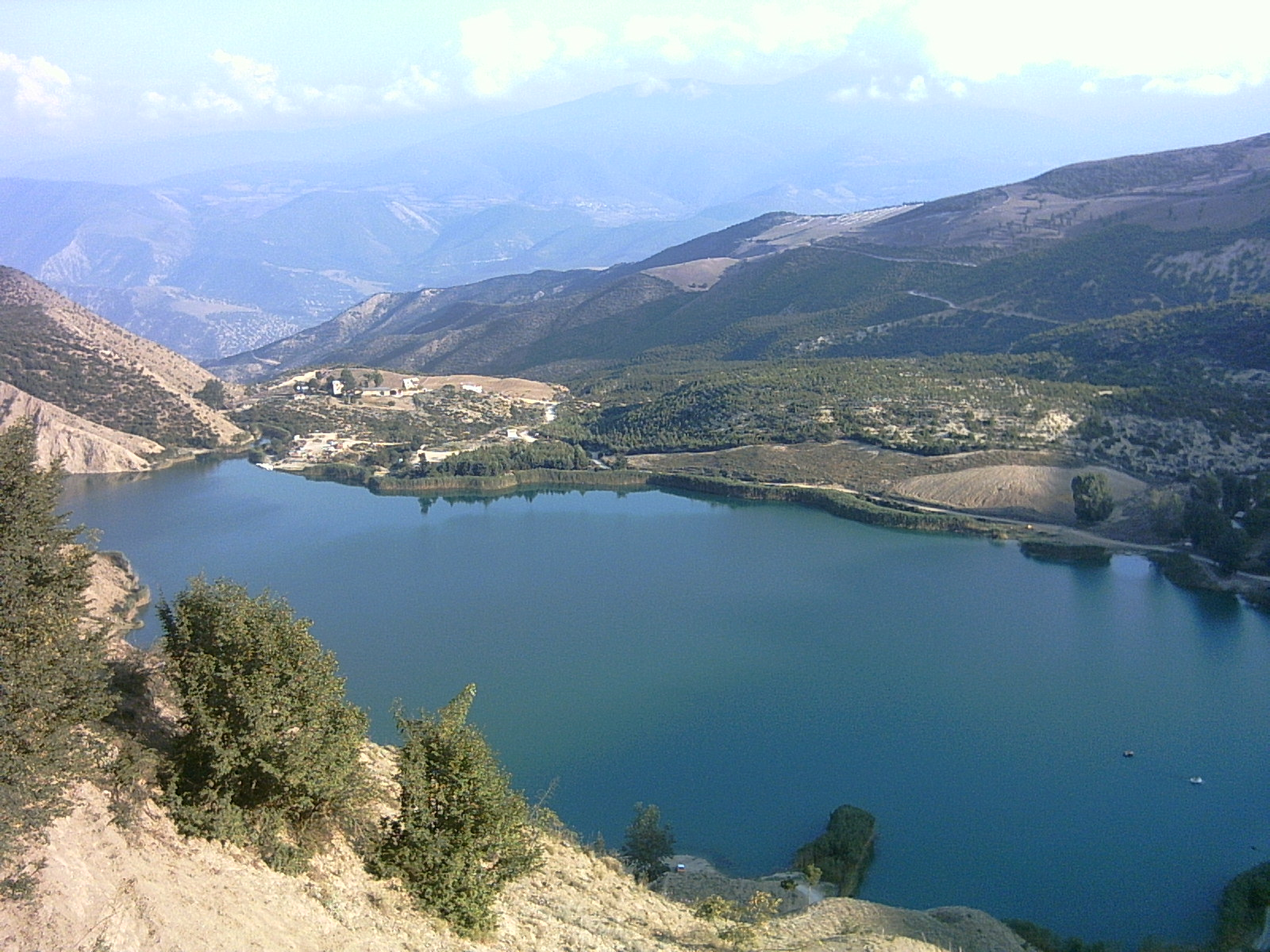
بحيرة ولشت في كلاردشت بمازندران

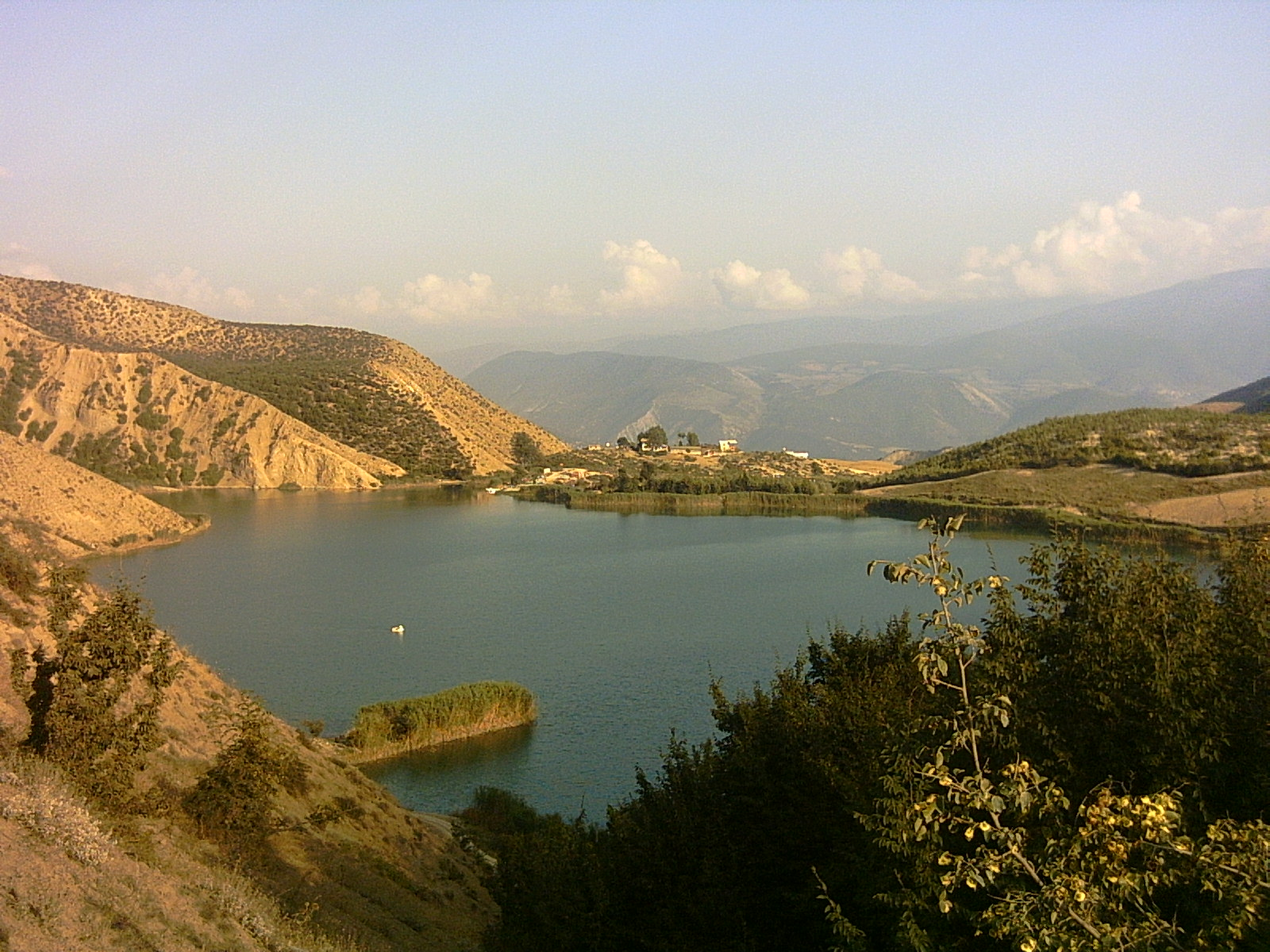
بحيرة ولشت الطبيعية في كلاردشت

- جبل علم كوه وتخت سليمان (عرش سليمان)

جبل علم كوه في كلاردشت ينتهي في جانبه الشمال الشرقي إلى جدار جبلي يبلغ ارتفاعه 700 متر وعرضه 450 متراً؛ ويعدّ واحداً من أكثر الجدران الجبلية الثمانية الوعرة في العالم تسلقاً.
إلى ذلك، جبل «تخت سليمان» هو الآخر من الجاذبيات الطبيعية التي تتمتع بها كلاردشت. هذا الجبل الذي يعرف في الأساطير والحكايا بمكان زواج «النبي سليمان (ع) من الملكلة بلقيس»، يصل ارتفاعه إلى 4650 متراً.

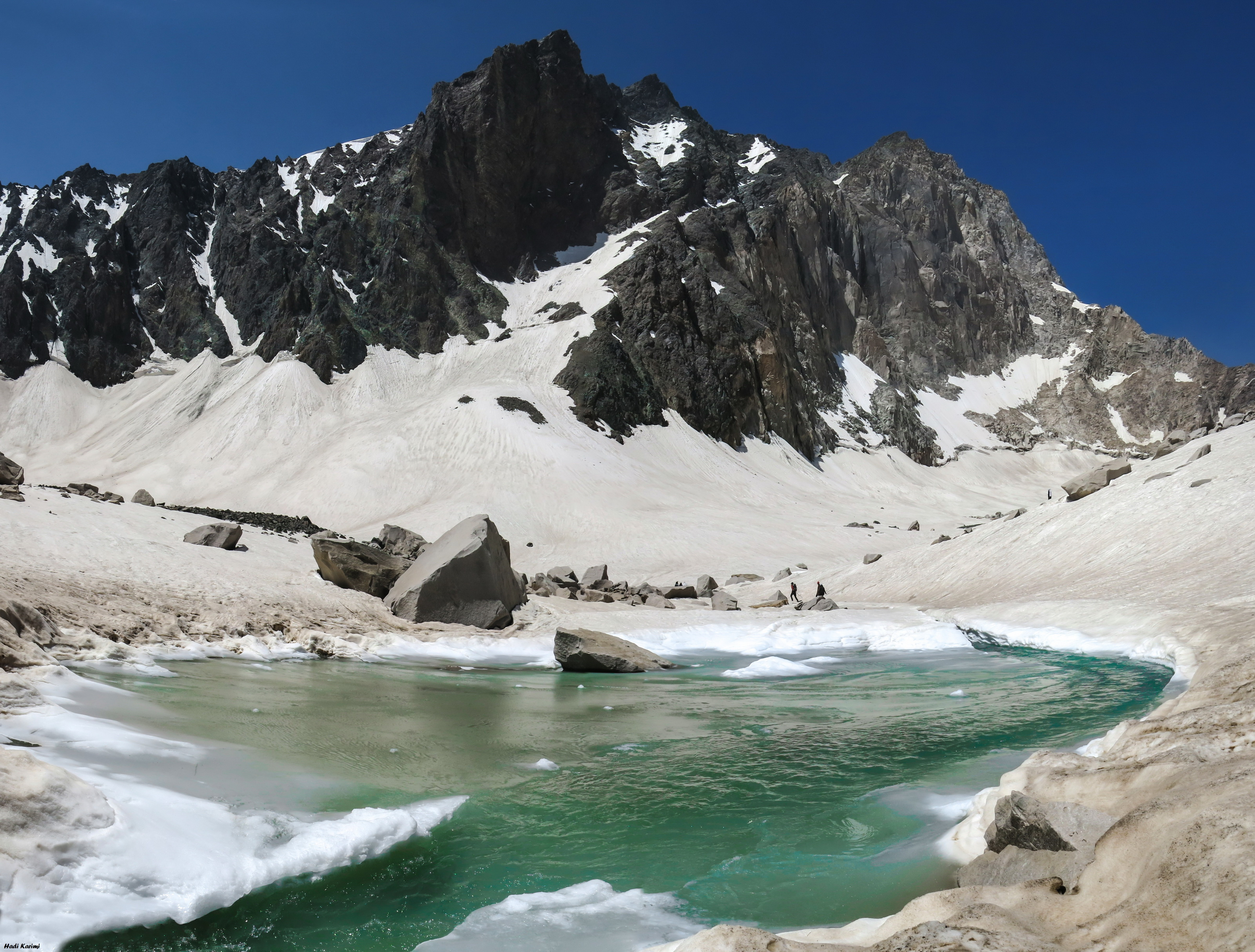
بحيرة جليدية في جبل علم كوه

## قائمة المعالم الطبيعية في مازندران
تظم هذه القائمة المعالم الطبيعية الواقعة في محافظة مازندران شمال إيران، كالجبال والبحيرات والينابيع والغابات والسدود والسهول وغيرها.
- جبل دماوند (أكبر قمة في الشرق الأوسط)[19]

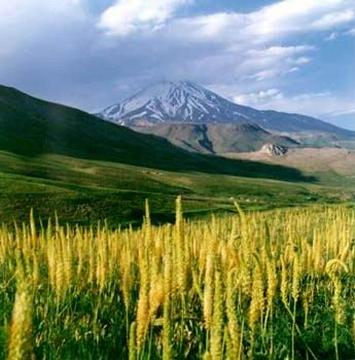
سفح جبل دماوند

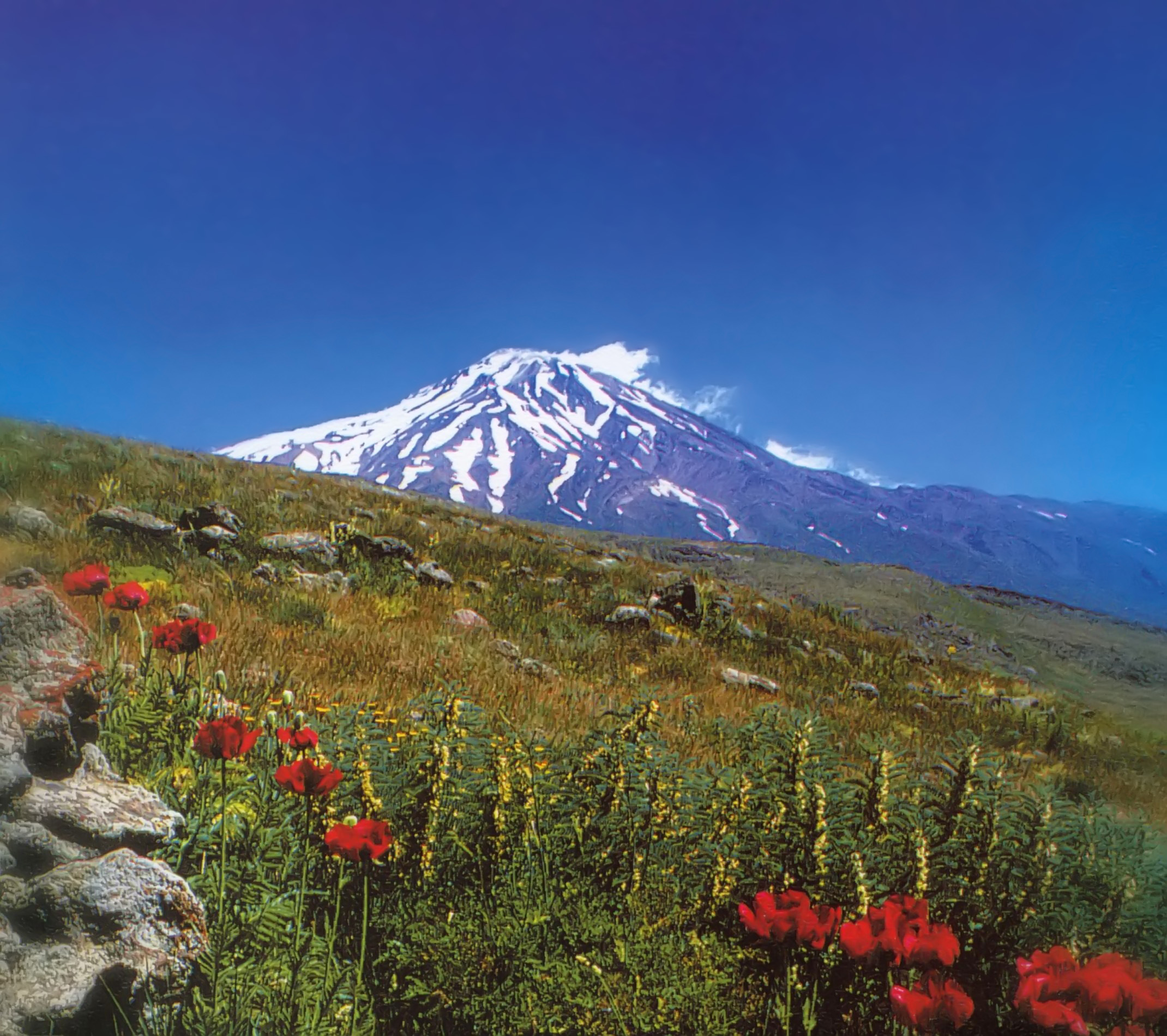
جبل دماوند

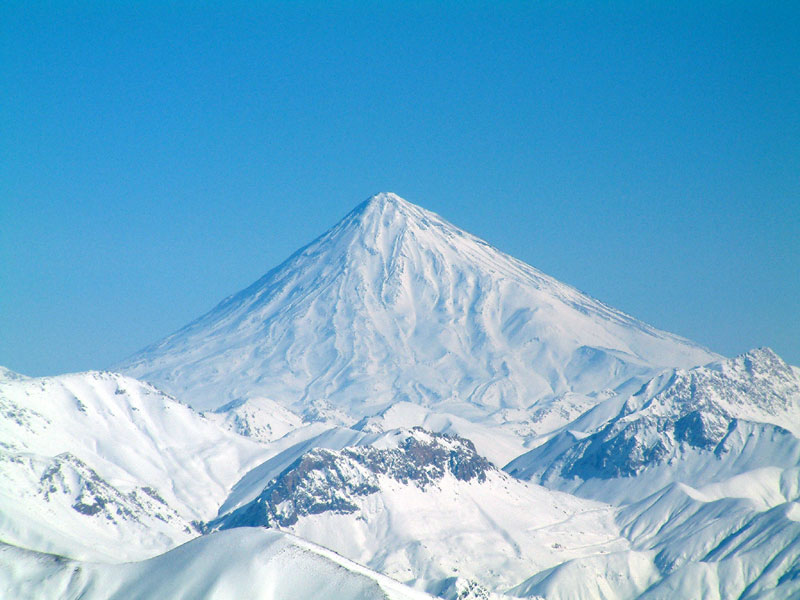
دماوند في الشتاء

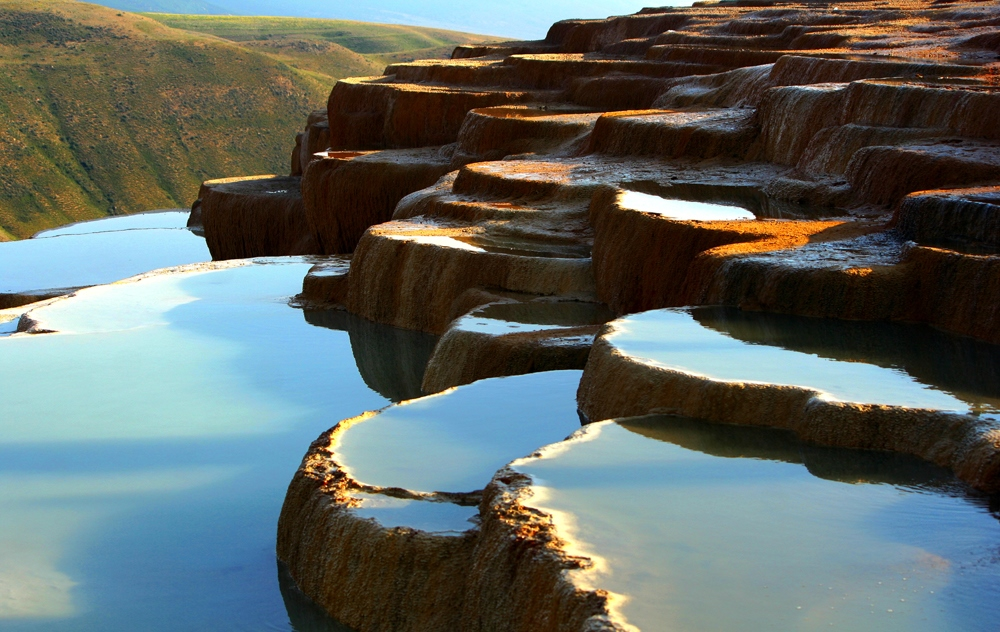
ينابيع باداب سورت، ثاني أكبر ينبوع ماء مالح في العالم

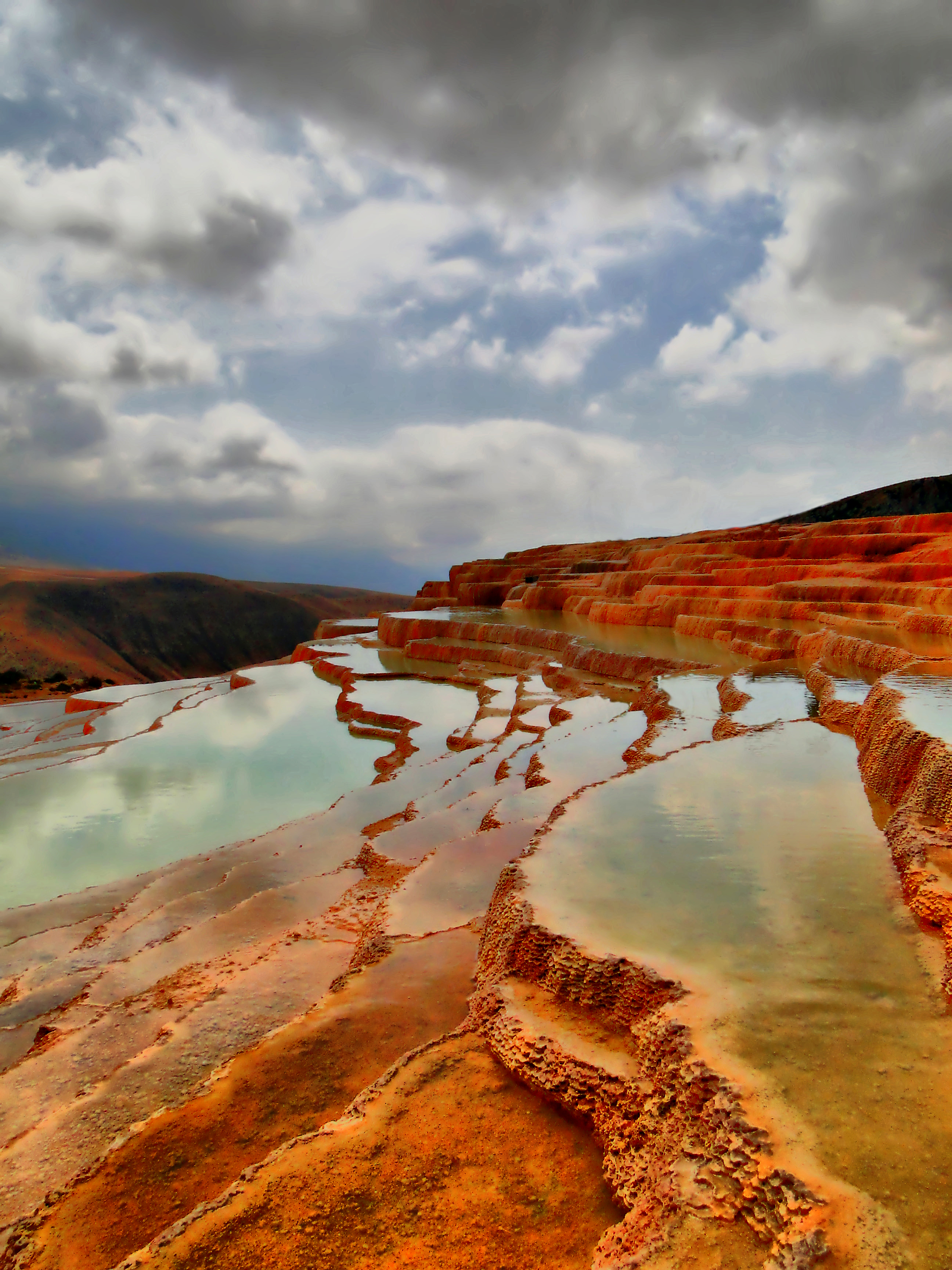

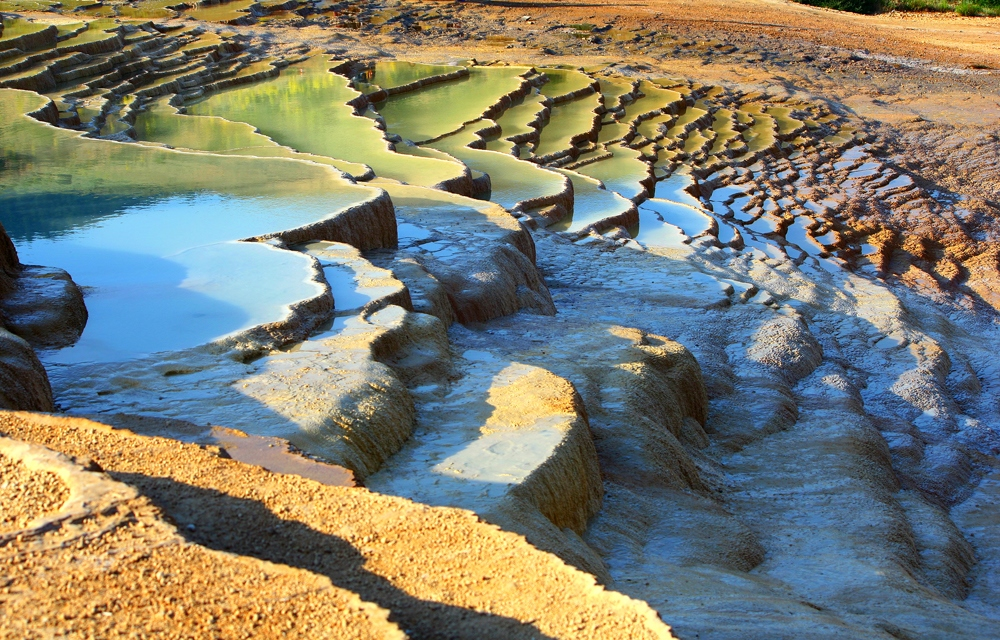
باداب سورت ثاني أكبر ينبوع ماء مالح في العالم

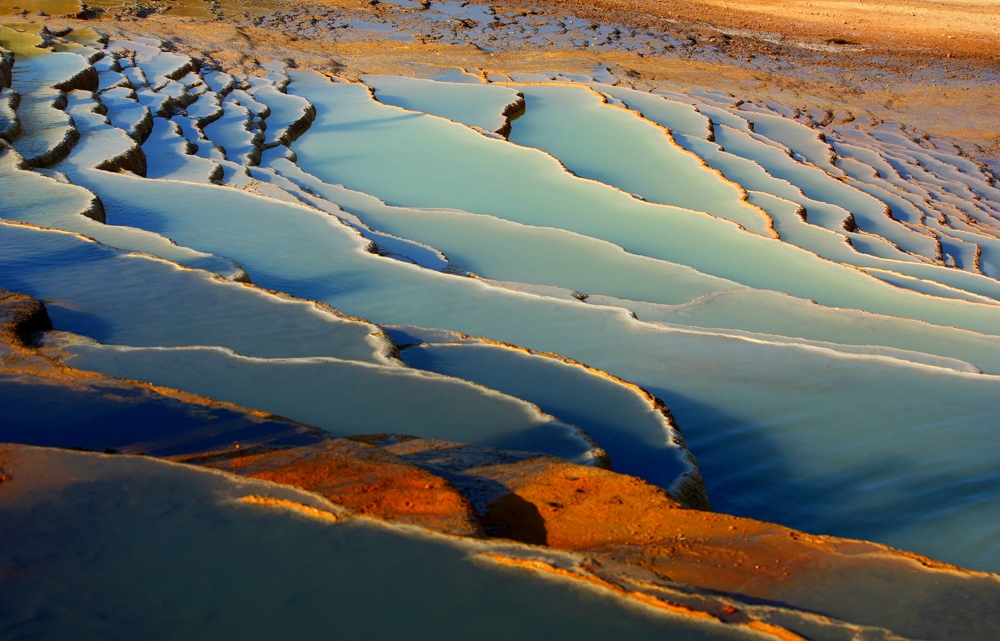
ينابيع باداب سورت المعدنية

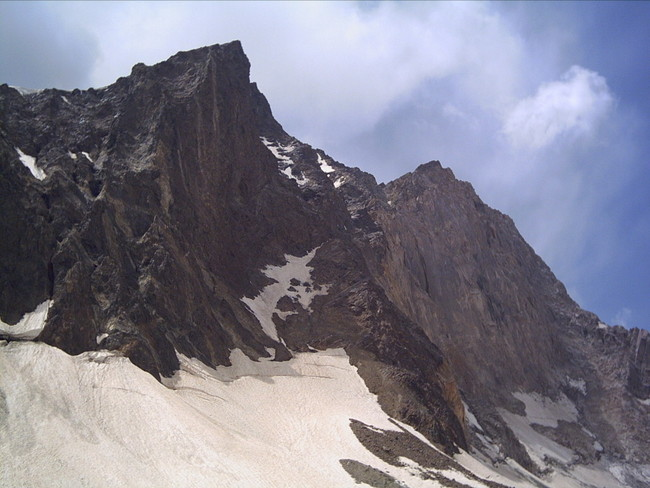
جبل علم كوه

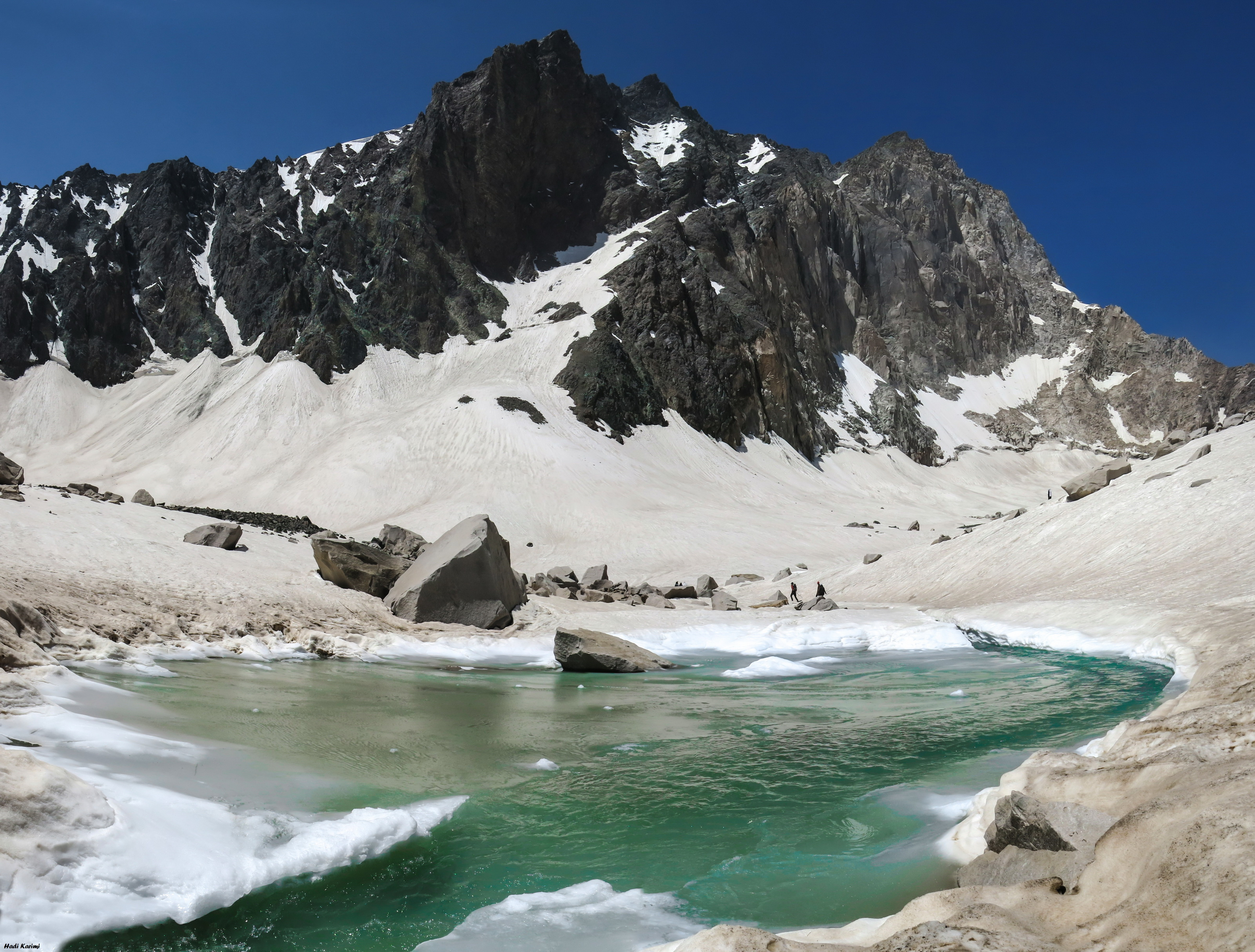
بحيرة جليدية في جبل علم كوه

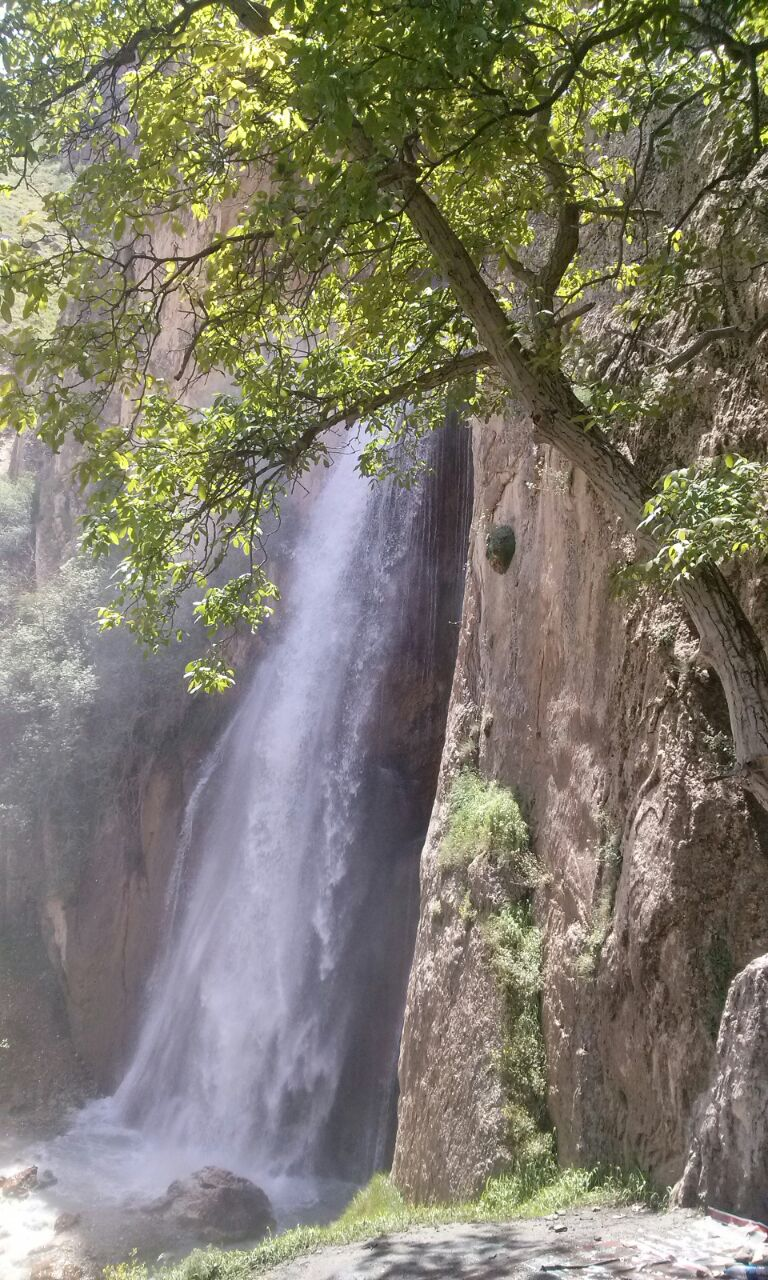
شلالات شاهاندشت

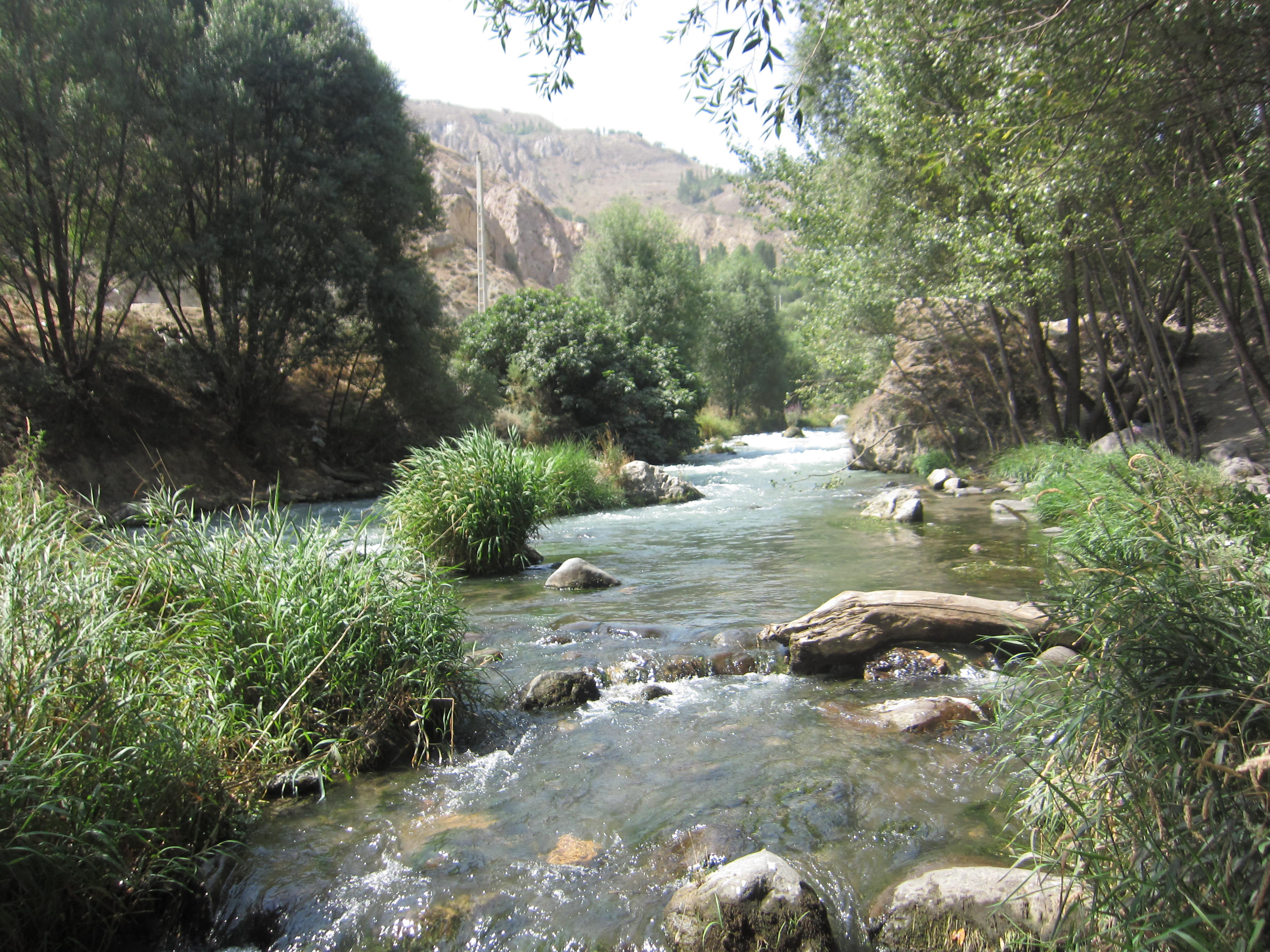
نهر هراز

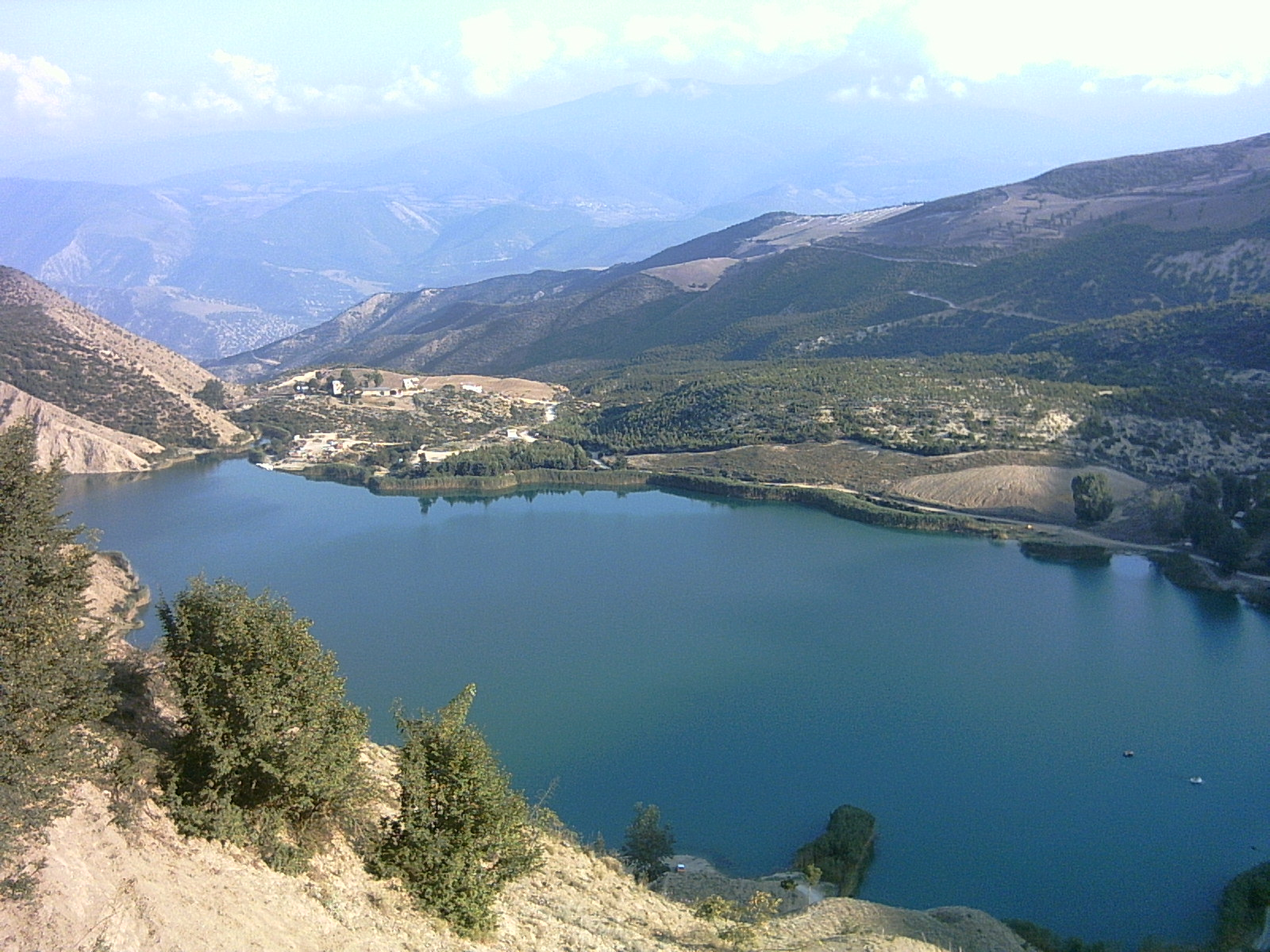
بحيرة ولشت الطبيعية

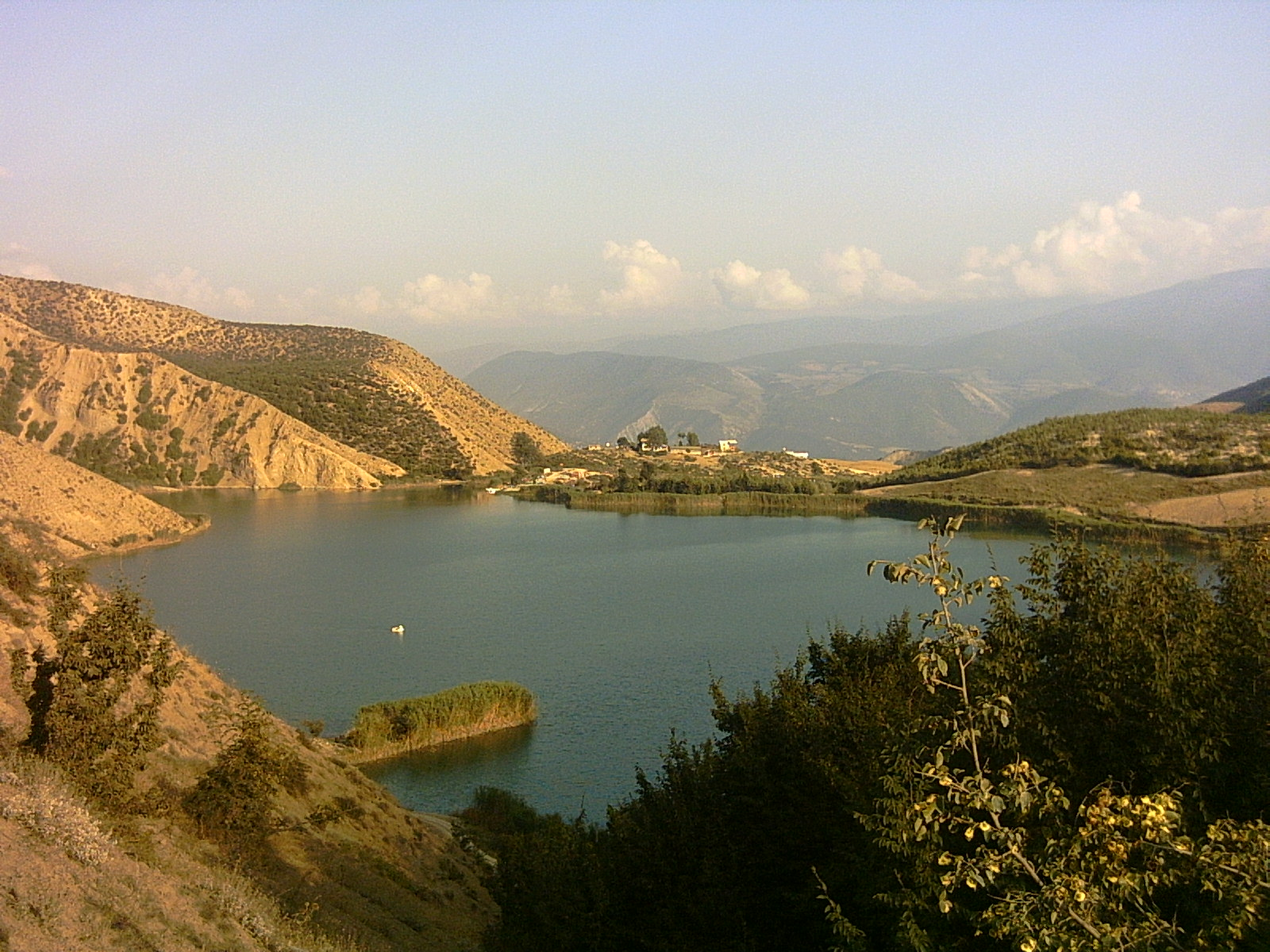
بحيرة ولشت في كلاردشت

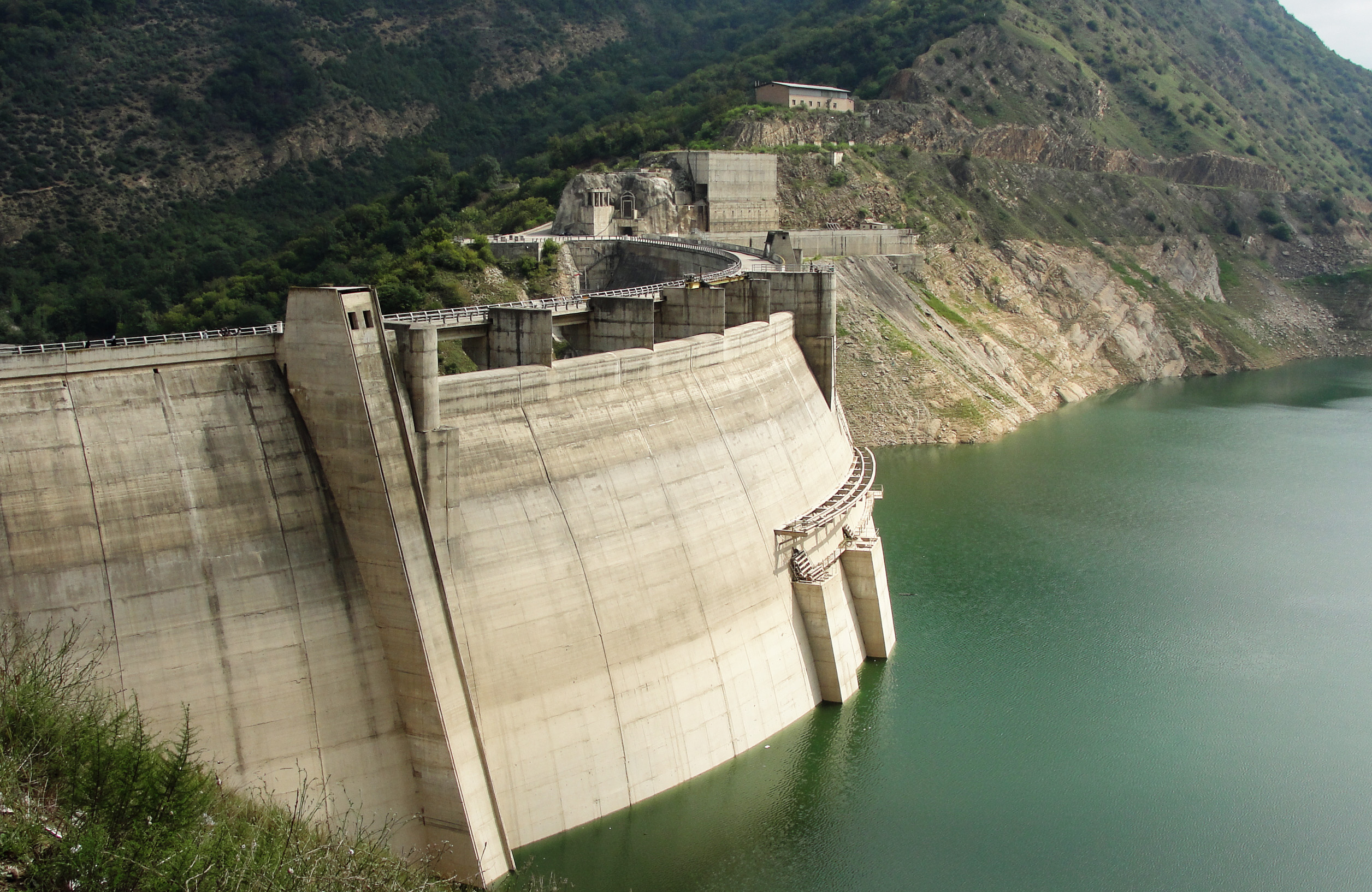
سد الشهيد رجائي

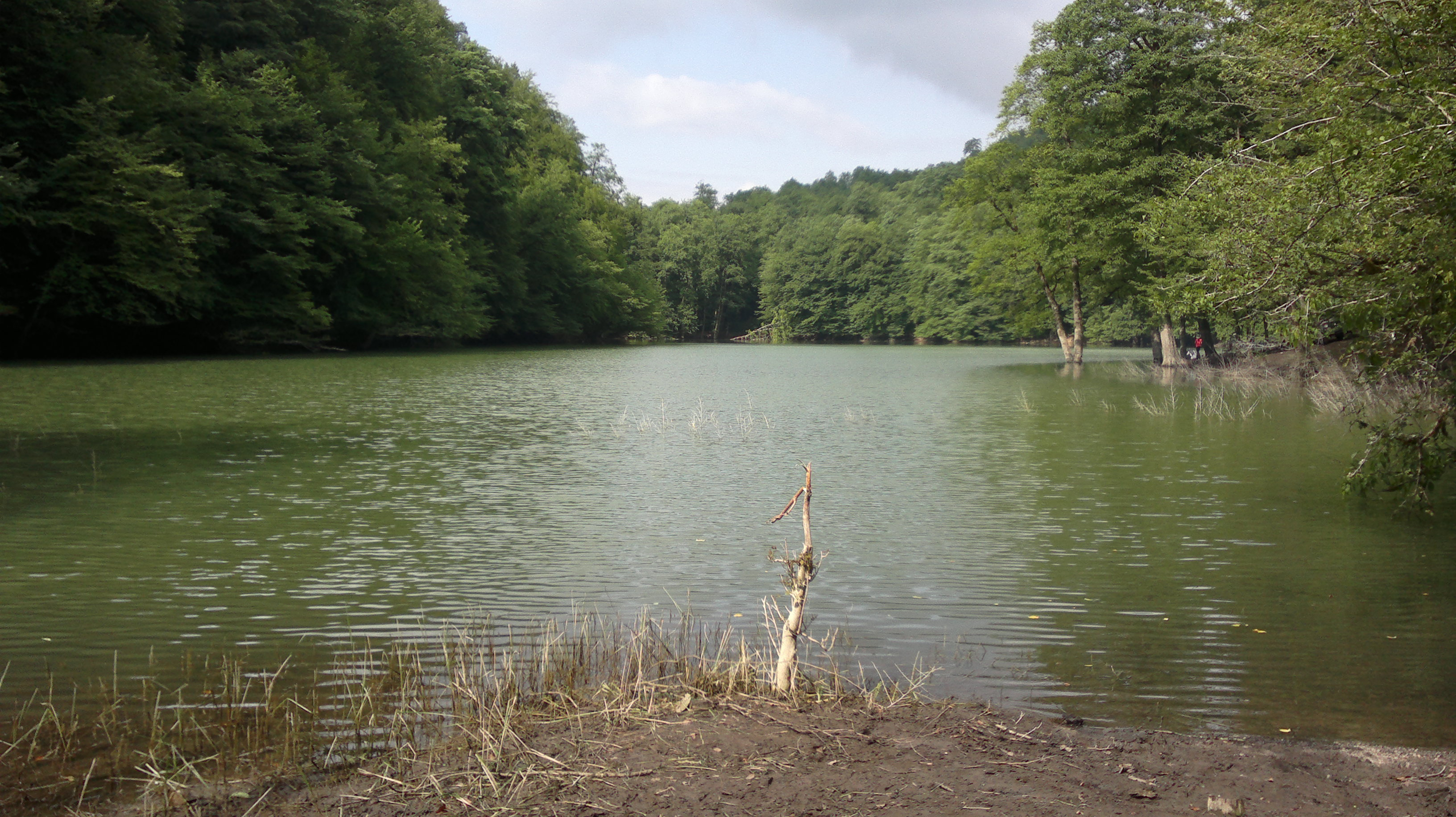
بحيرة ميانشه ذات المياه العذبة

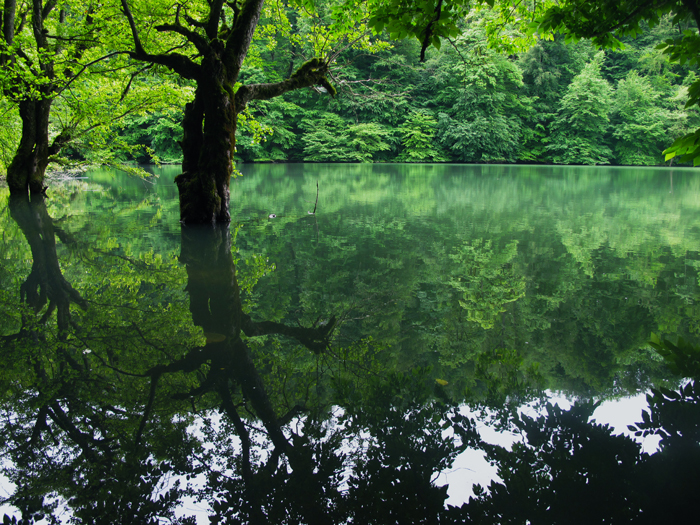
بحيرة ميانشه الطبيعية

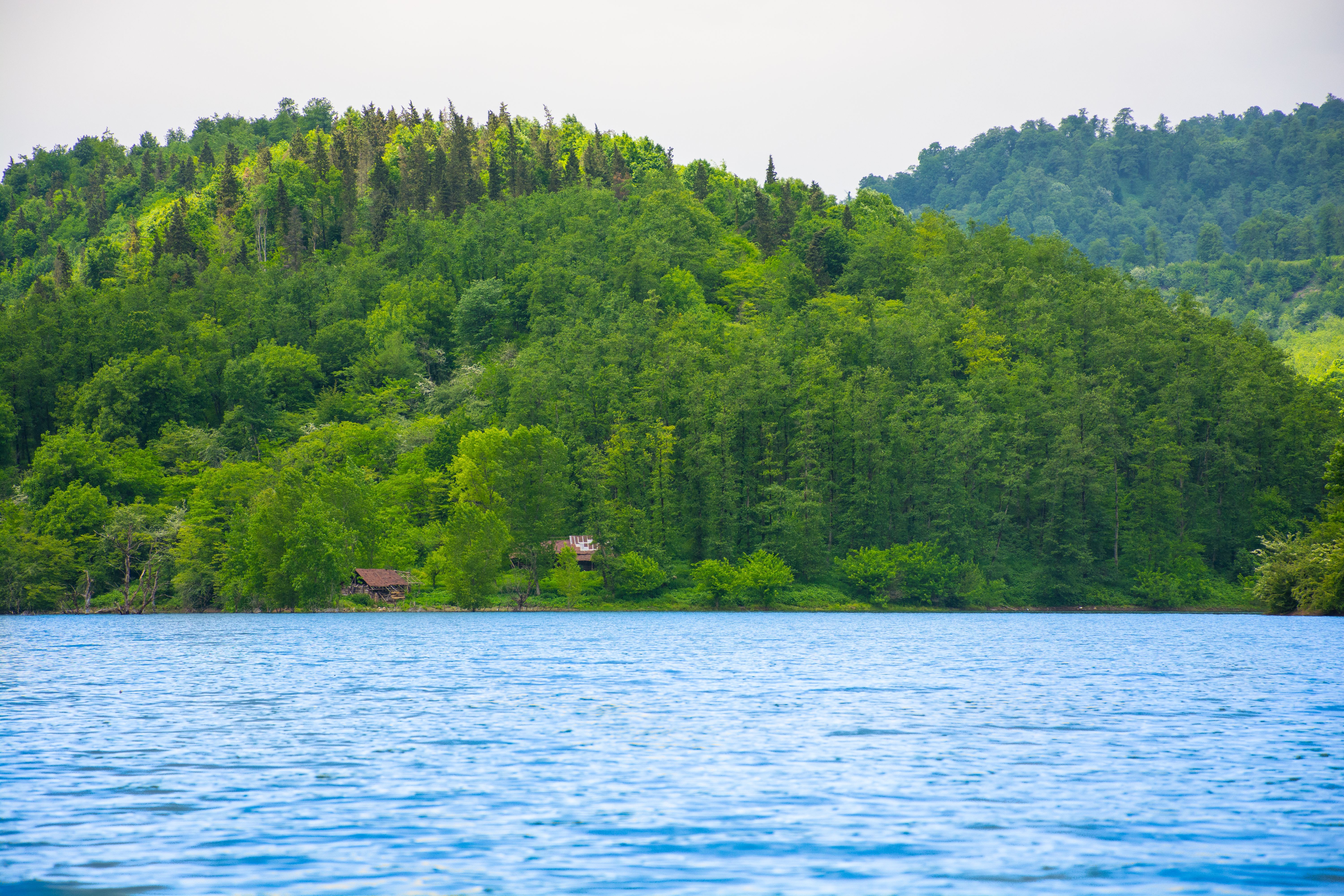
بحيرة سد ألبرز، او كما يسمى سد لفور

- ينابيع باداب سورت[20][21][22][23][24]

- حديقة لار الوطنية
- جبل علم کوه[18]

- جبل تخت سليمان[18]
- سد لار[25]
- غابة بلیران
- قمة امیری
- غار دانیال
- منتجع لاریجان
- منتجع استراباکو
- شلال ترا
- شلال یخی
- شلال امیری
- شلال پرومد
- شلال آب پری
- شلال نجار
- الحديقة السياحية النموذجية
- شلالات شاهاندشت

- شلال لار
- غابة الیمستان
- شلال قلعة دختر
- شلال برز
- شلال تیرکن
- شلال اسپه أو
- شلال اسله
- شلال كزوو
- شلال سنك نو
- شلال ایج
- نهر هراز

- شلال آکاپل کلاردشت
- شلال هریجان
- شلال هفت چشمه چالوس
- شلال جواهرده
- شلال هفت سنك ساری
- شلال سنگ‌درکا
- شلال سواسره
- حديقة وغابة چالدره
- شلال سنكده
- شلال کیاسر
- بحيرة ولشت

- غابات کشپل
- بحيرة شورمست
- سد وبحيرة الیمالات
- بحيرة ساهون
- بحيرة امامزاده علي
- آمولو
- سهل وشلال دریوك
- سد الشهید رجائي

- شلال یخی
- شلال چلندر
- حديقة وغابات چالدره
- سهل ناز
- جواهرده
- بابلرود
- نهر تالار
- نهر چالوس
- شلال آلامل
- شبه جزیرة میانکاله
- حديقة وغابة الشهید زارع
- کاعون
- جبل بلور
- ينابيع رامسر
- شلال لفور
- زیارو
- بحيرة میانشه

- سد شیاده
- ينابيع آرزو الساخنة
- الحديقة الذهبية
- بحيرة الیمالات
- منطقة نوا للتزلج على الماء
- شلال هریجان
- سد آویدر
- غابات میرزا کوچك خان
- شلال آب مراد لاسم
- شلال انكمار لاسم
- سد البرز

## معرض الصور

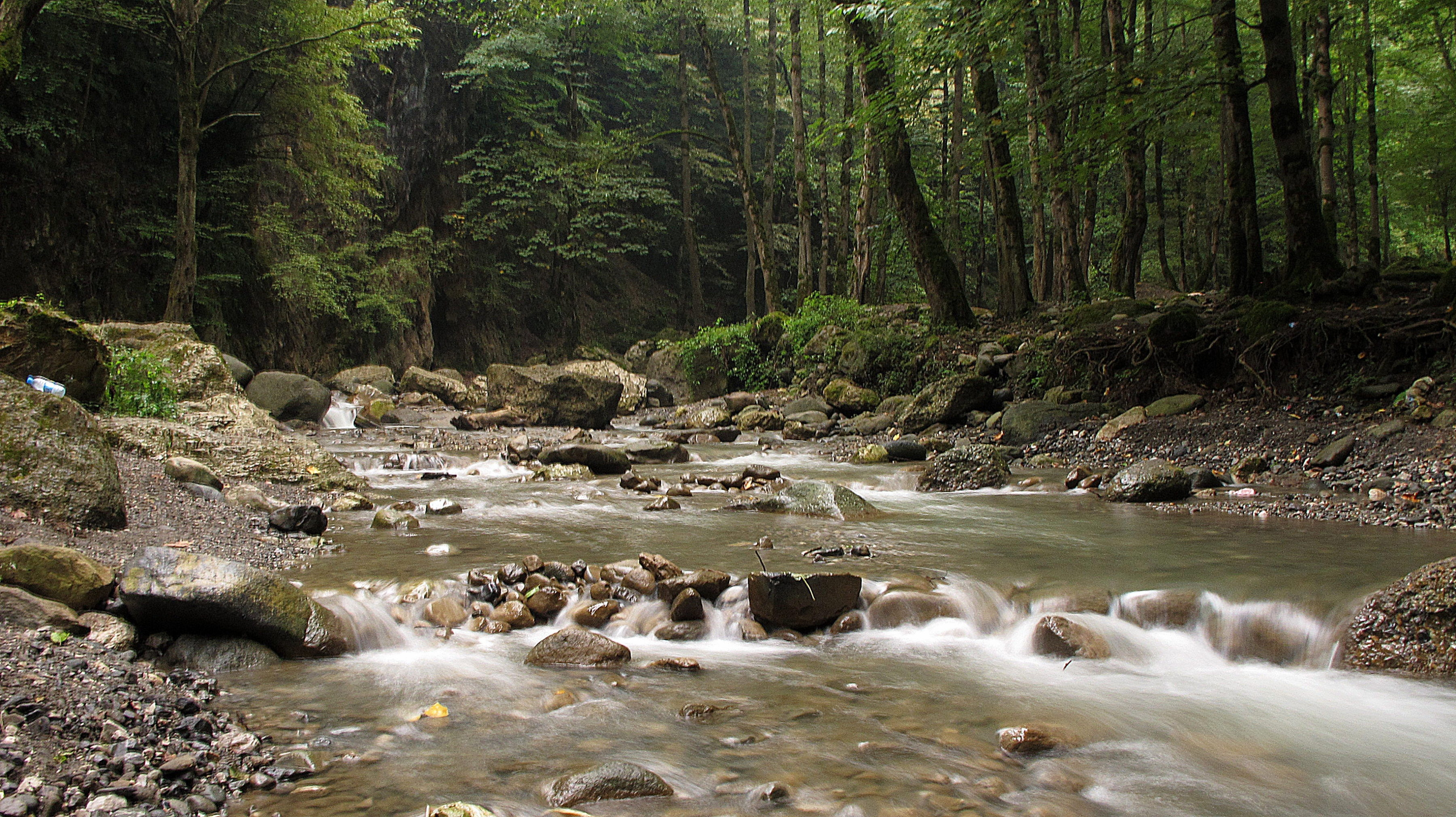
الغابات في رامسر

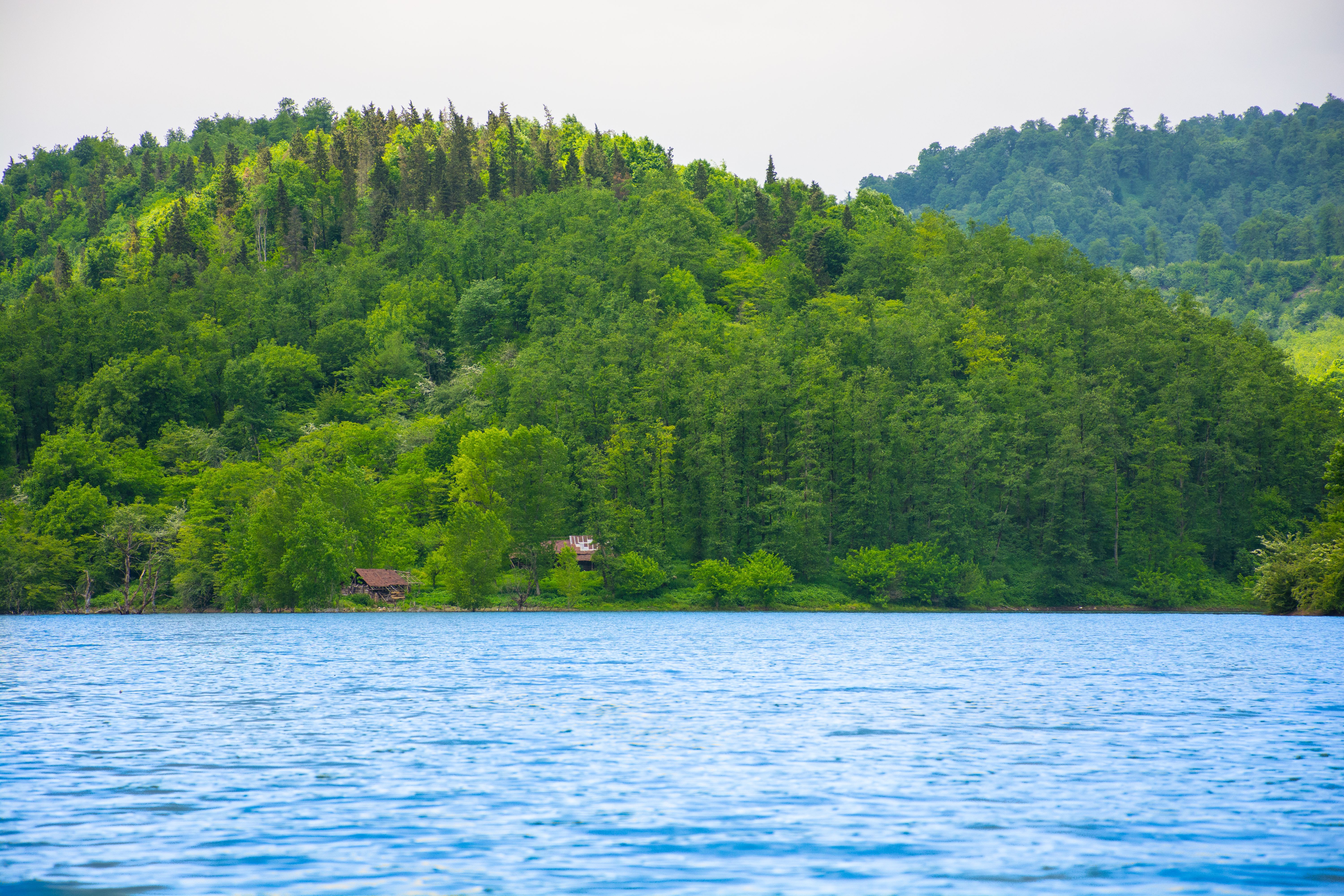
بحيرة سد ألبرز، او كما يسمى سد لفور

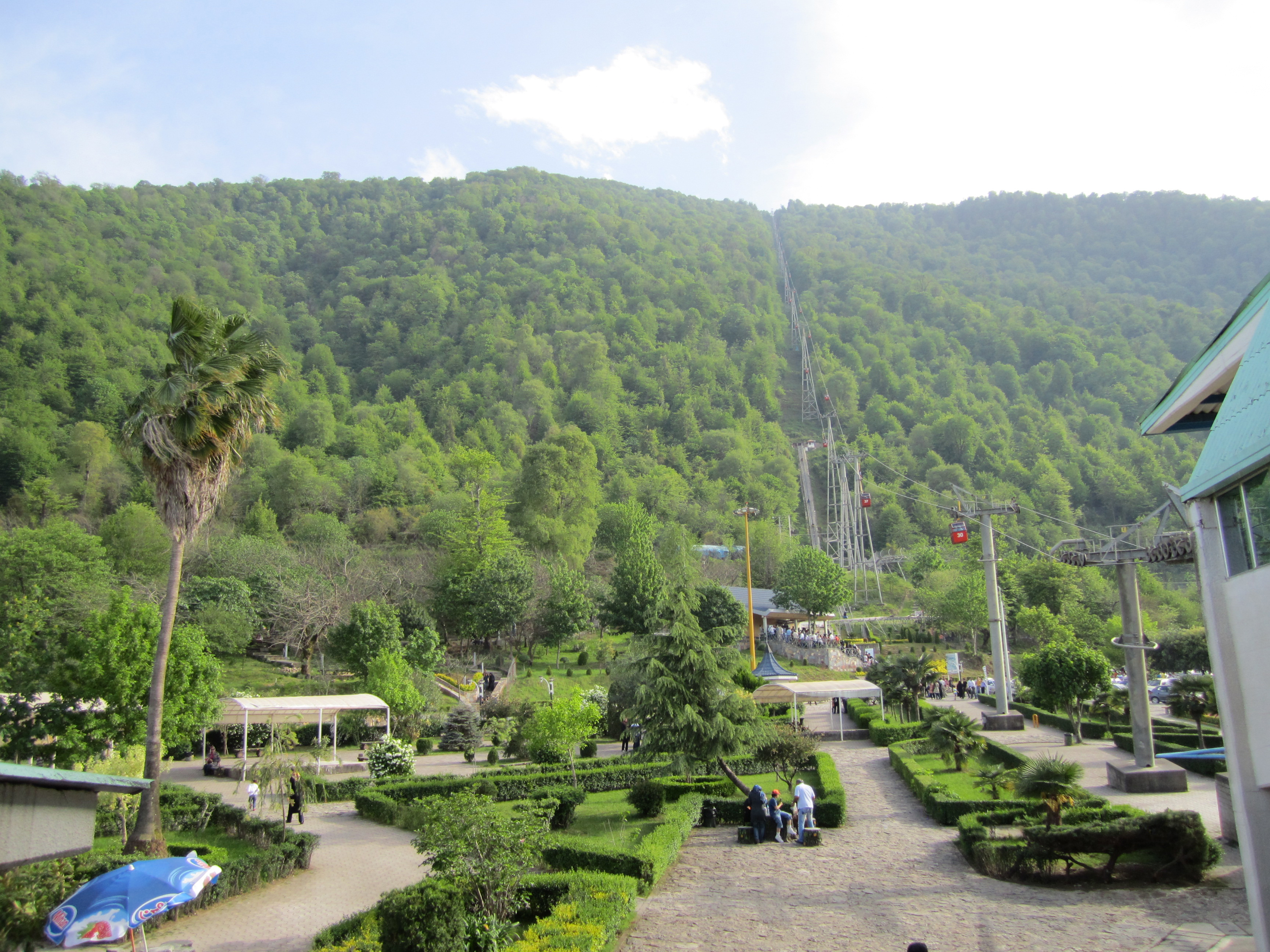
مدينة نمك آبرود في مازندران من إحدى عربات التلفريك

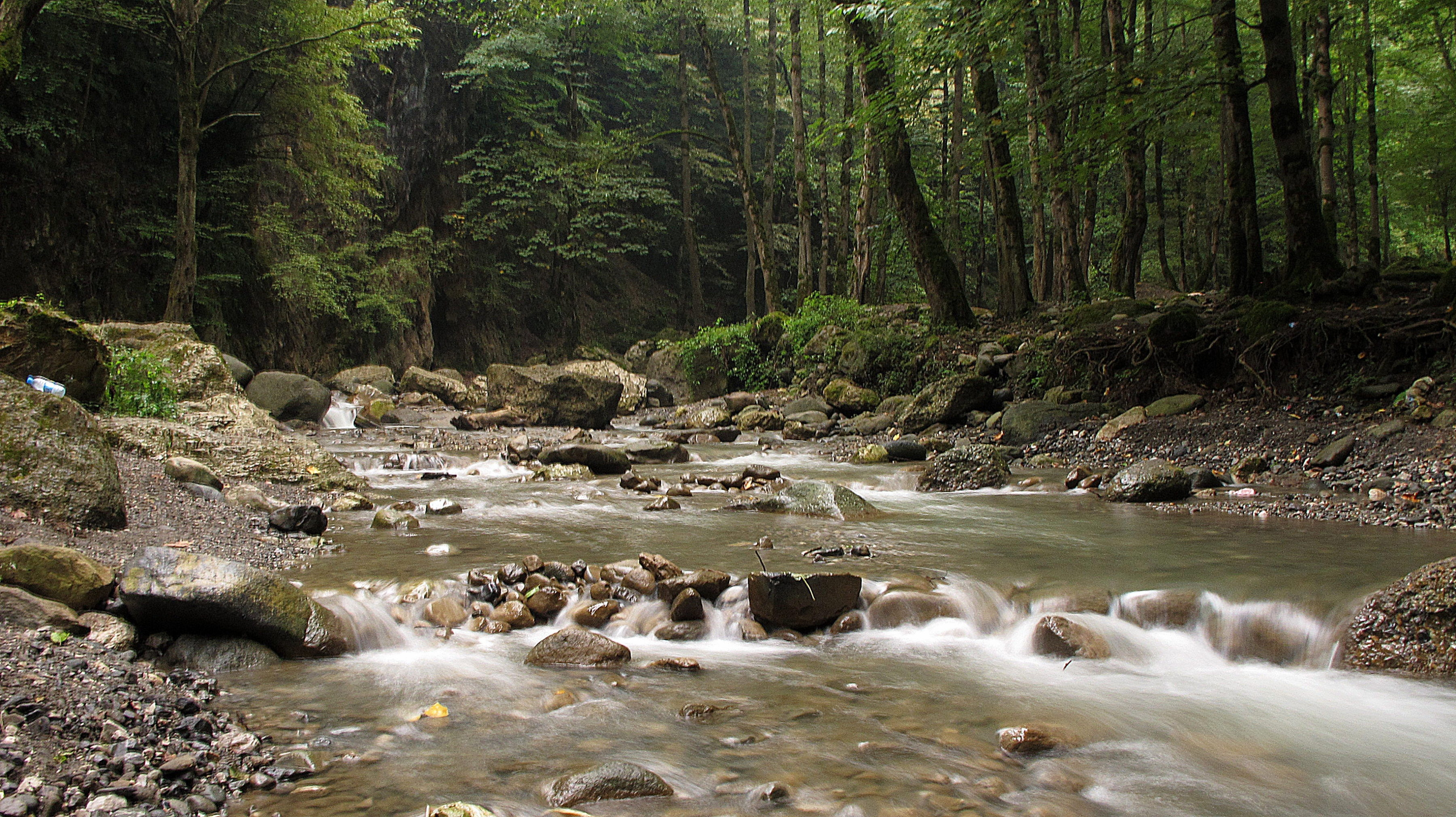
الغابات في رامسر

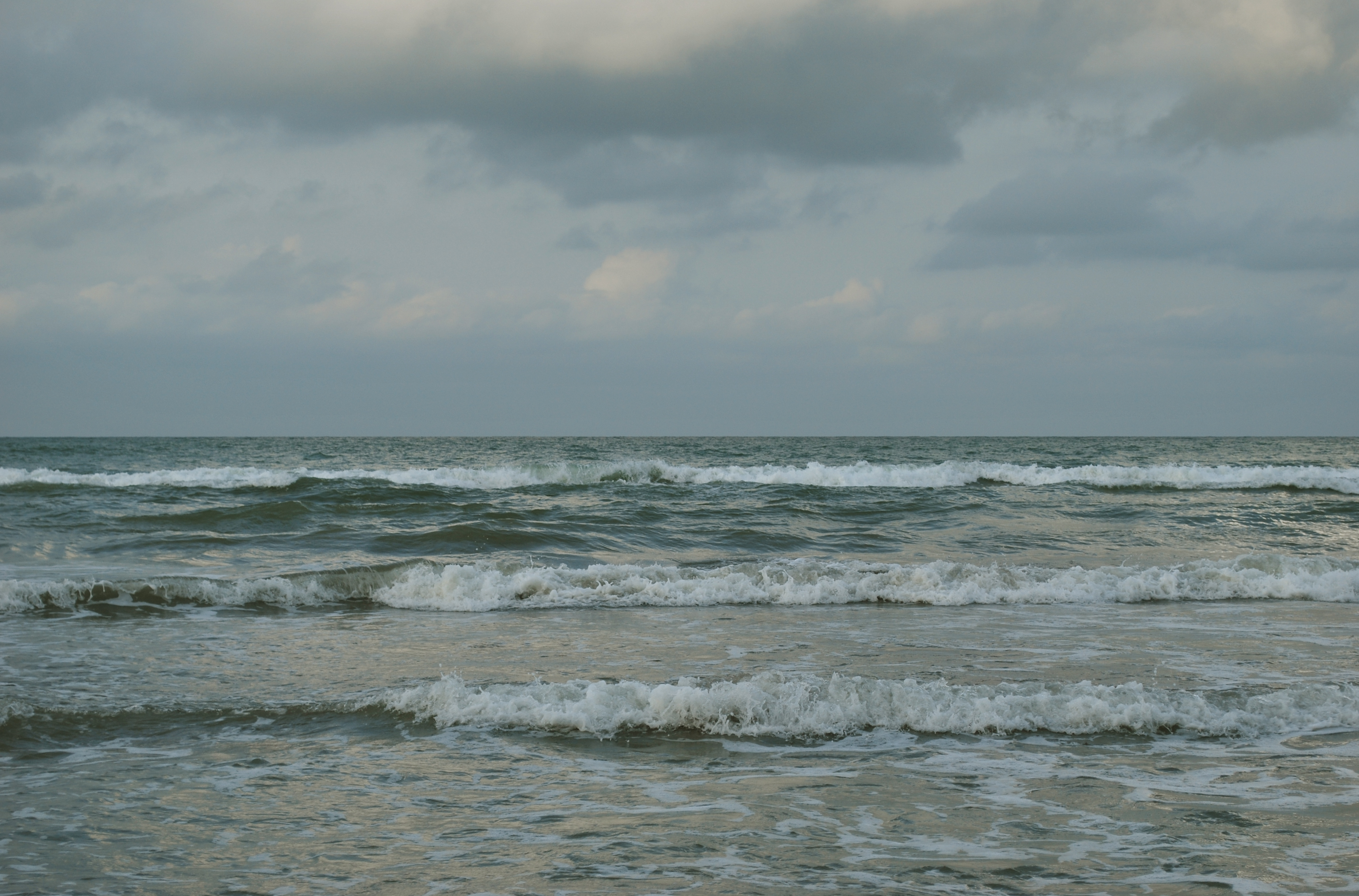
بحر مازندران

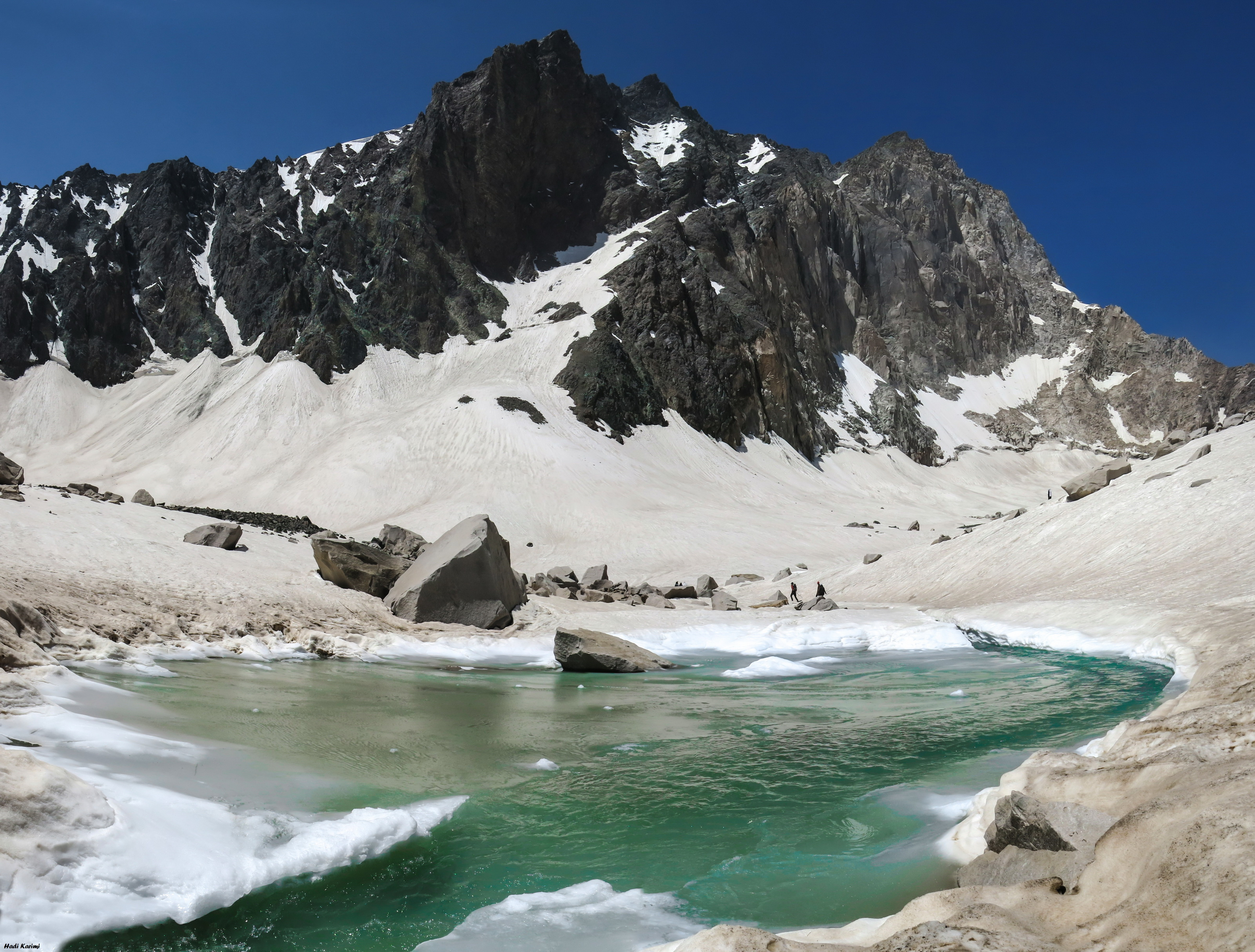
بحيرة جليدية في علم كوه

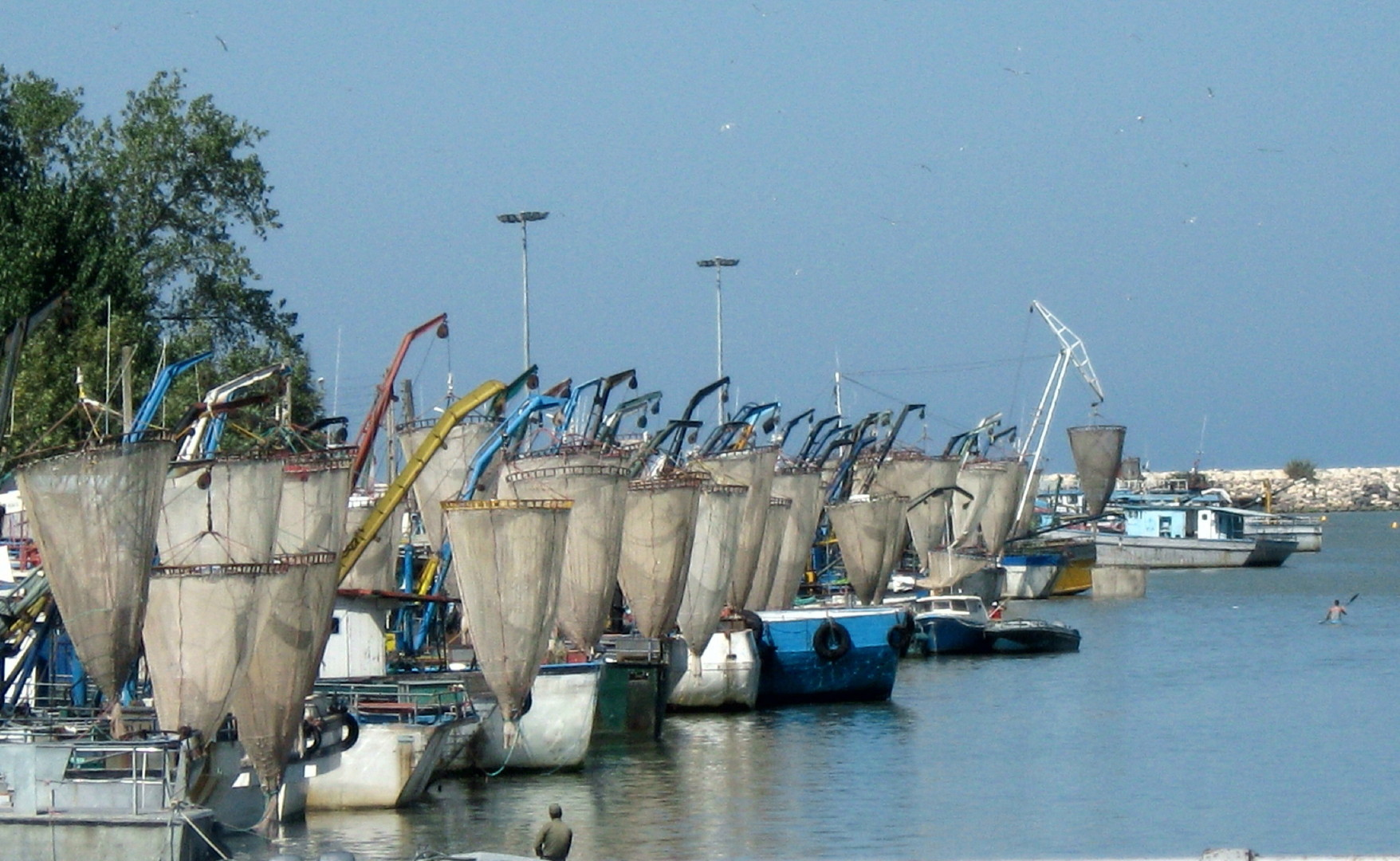
بابلسر في مازندران

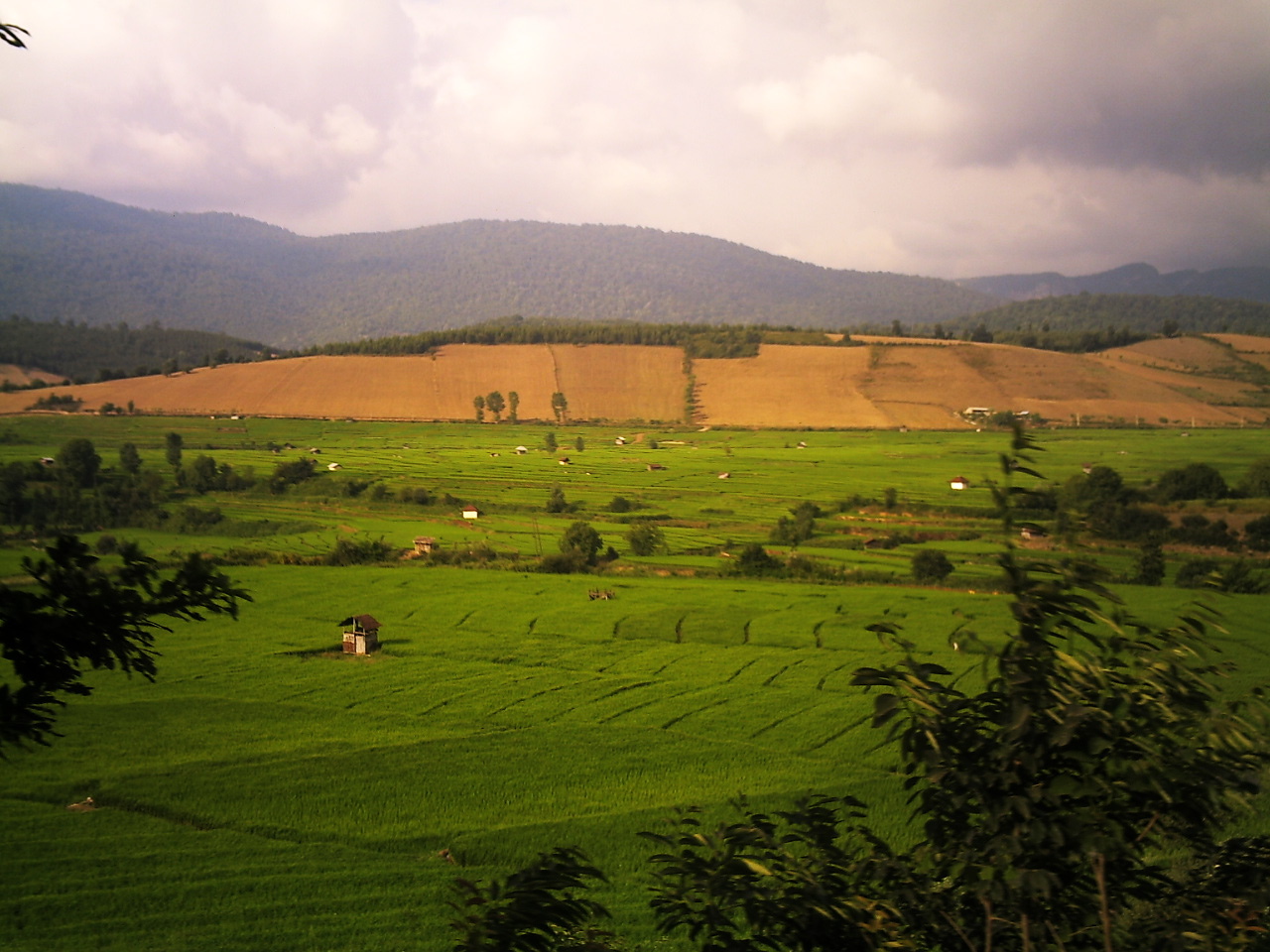
الطبيعة في مازندران

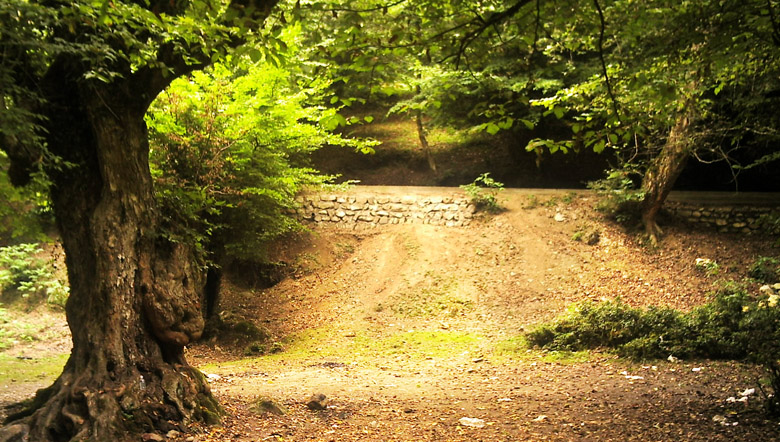
غابة فی ساري

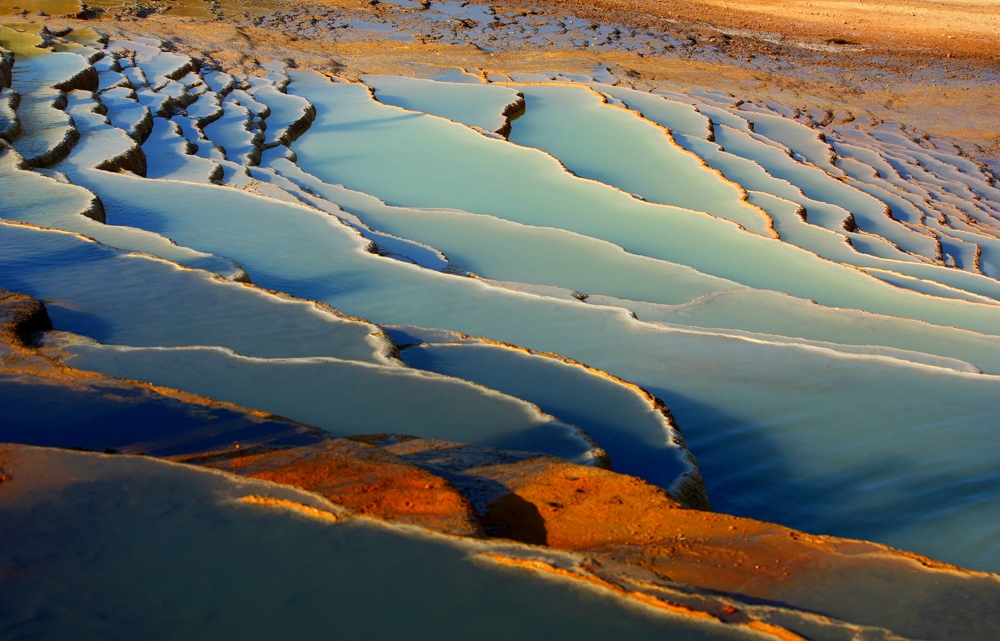
ينابيع باداب سورت المعدنية في مازندران

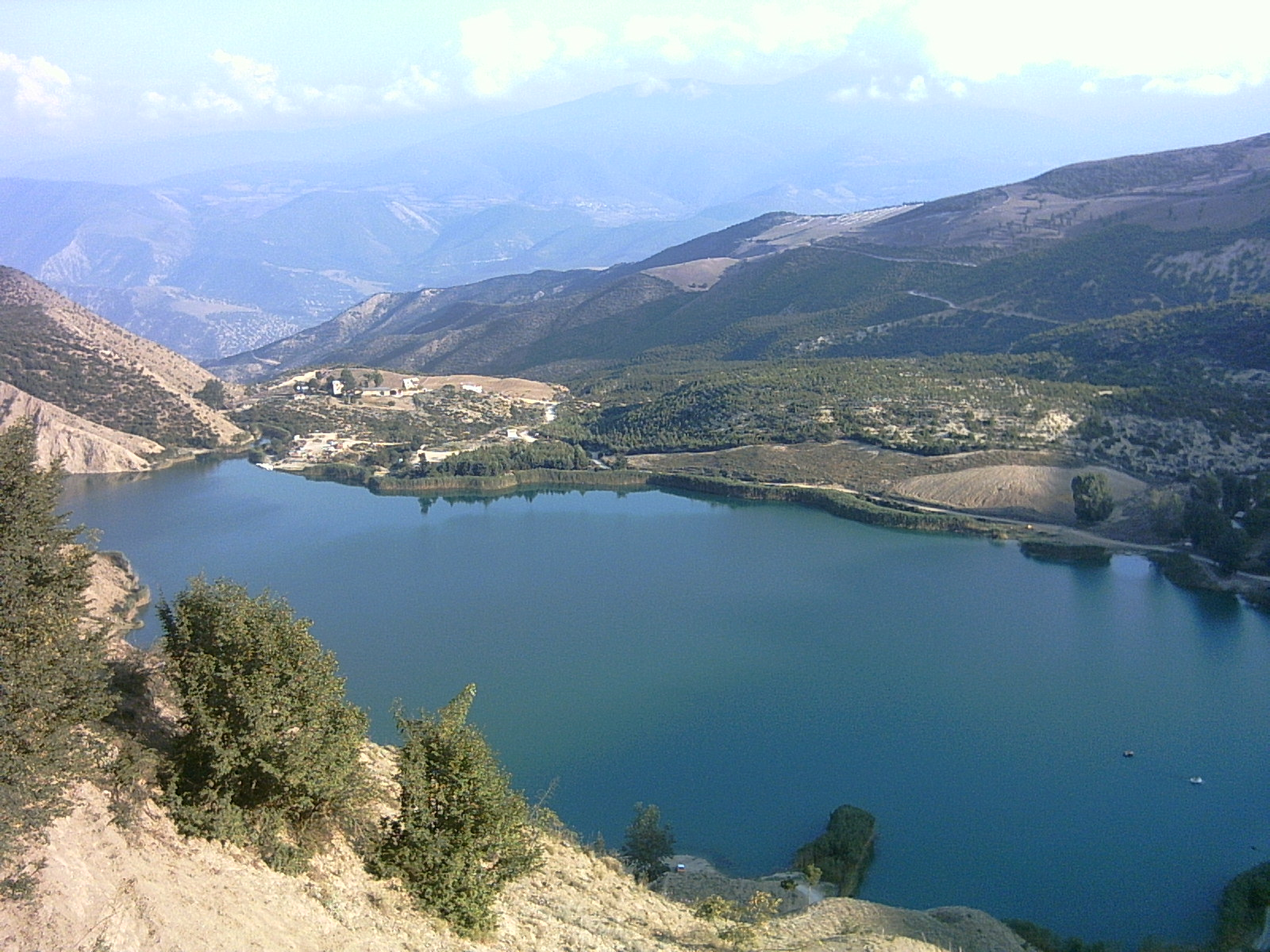
بحيرة ولشت في كلاردشت بمازندران

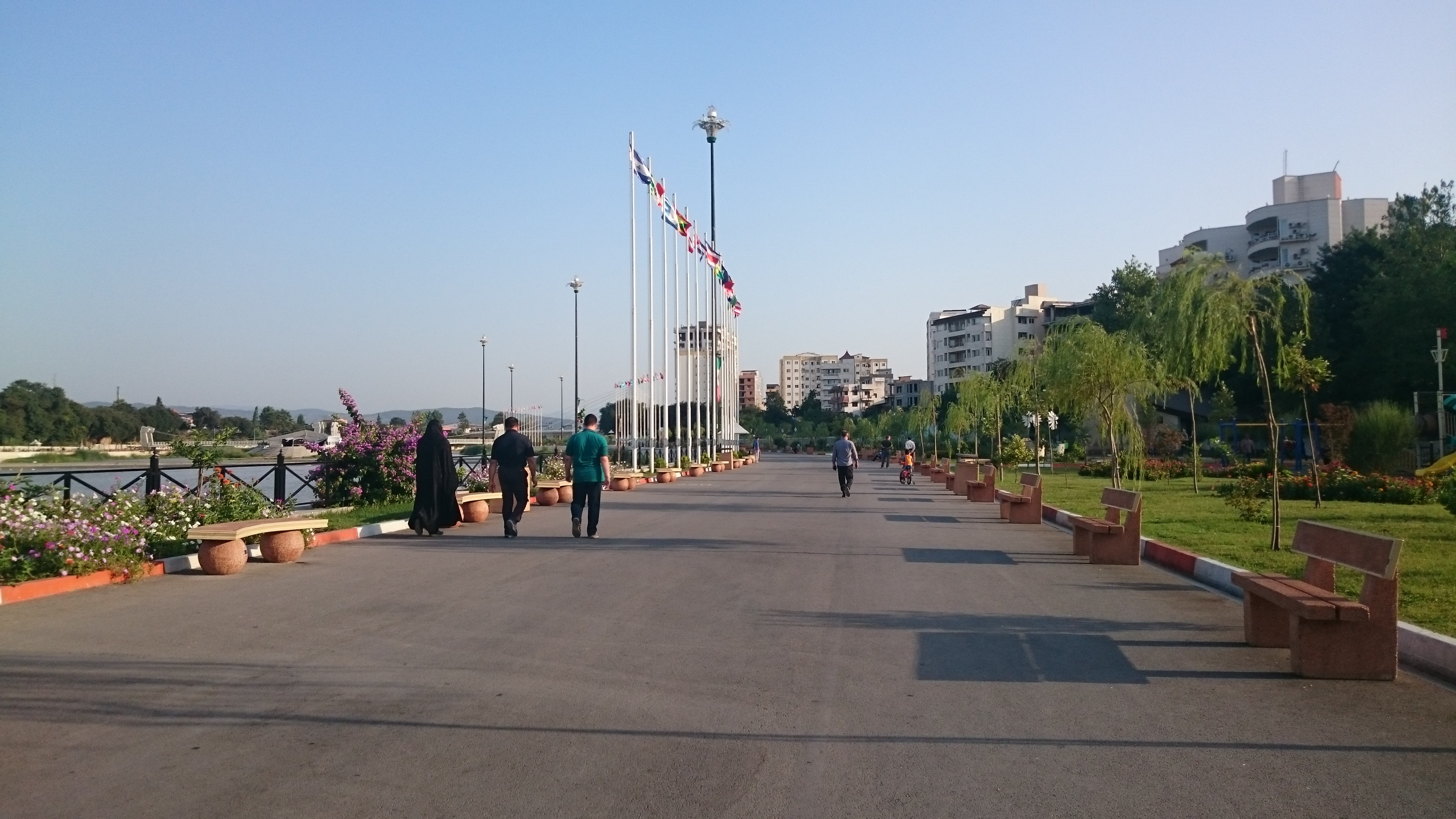
حديقة الأمم في ساري

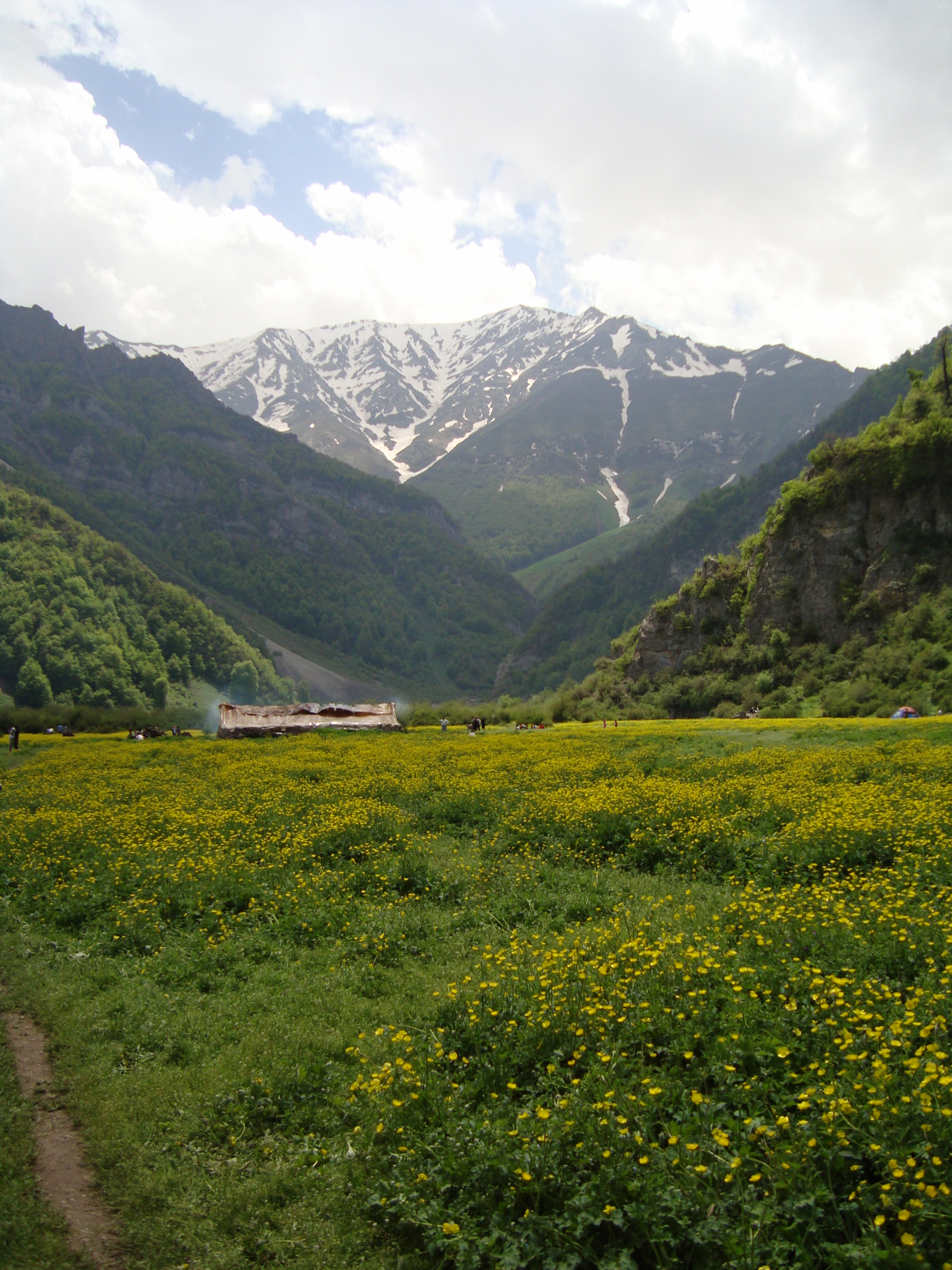
السهول في درياسر في مازندران

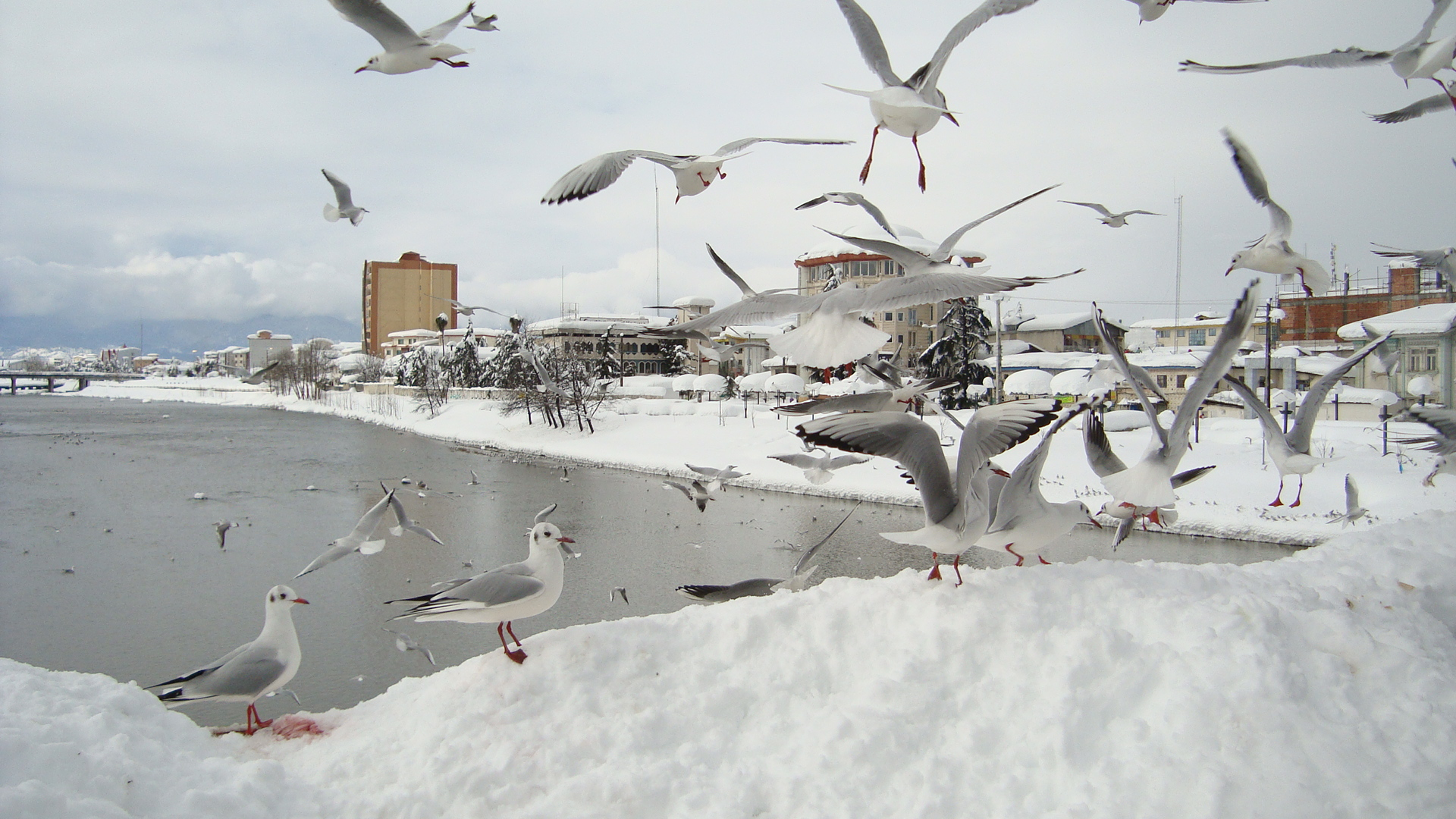
الثلوج في مازندران

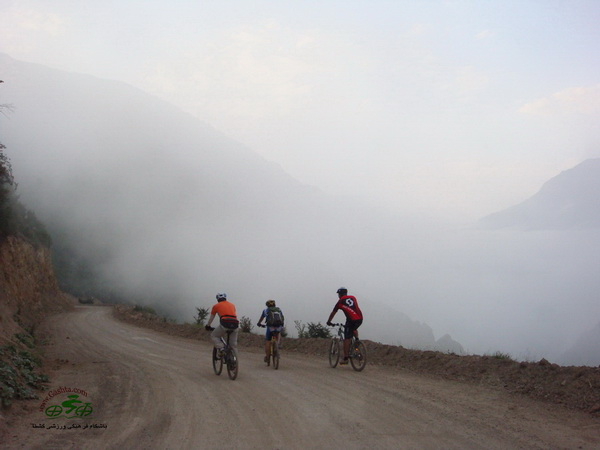

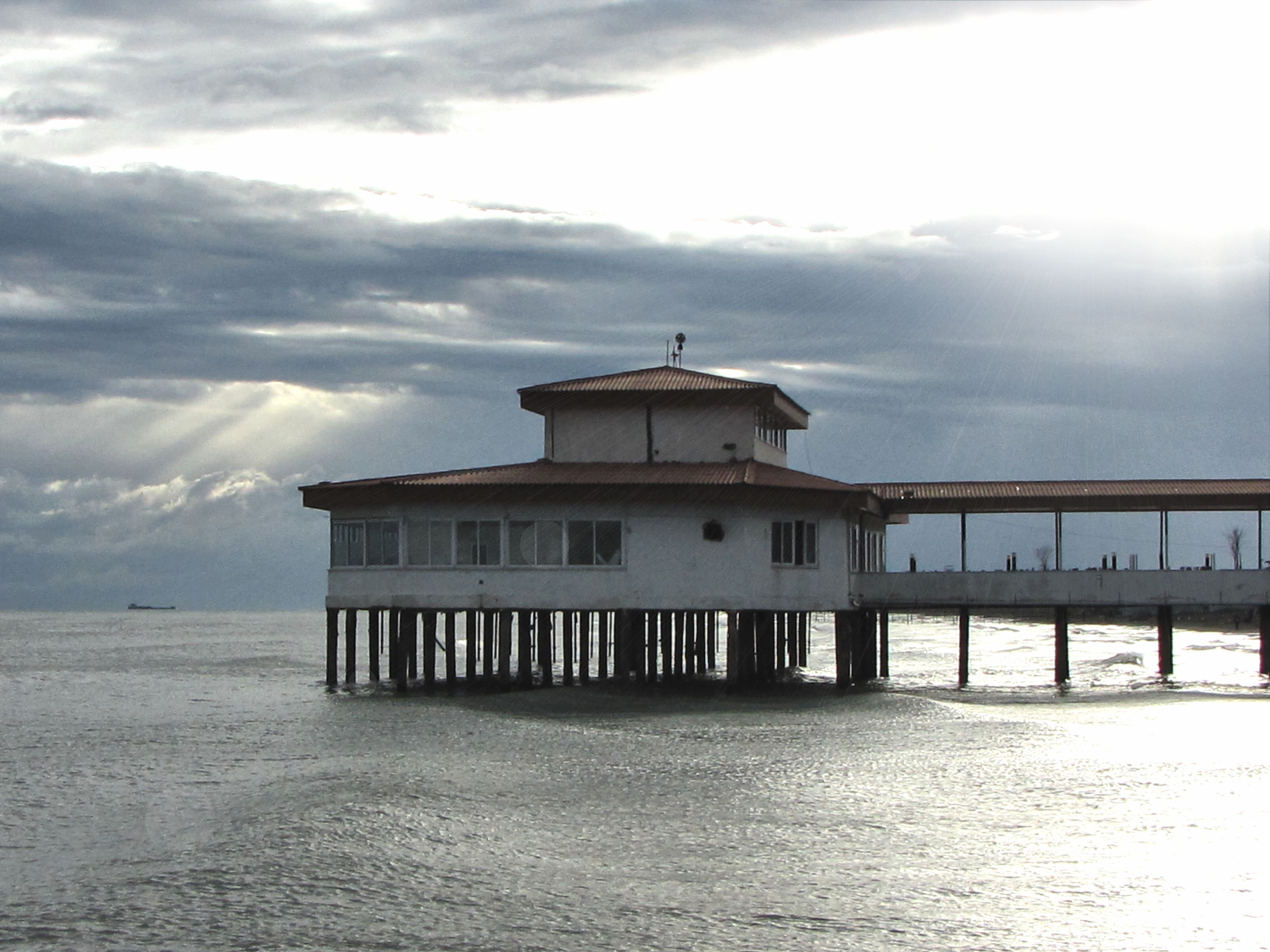

## طالع ايضاً
- قائمة أعلى الهياكل في إيران
- قائمة أنهار إيران
- قائمة بحيرات إيران
- قائمة جبال إيران
- قائمة سدود إيران
- قائمة كهوف إيران
- قائمة مطارات إيران
- قائمة مهرجانات إيران